# Turmalingruppe
Die Turmalinobergruppe (Turmalingruppe, Turmaline) ist eine Gruppe von Mineralen aus der Abteilung der Ringsilikate, die alle den gleichen strukturellen Aufbau haben. Ihre Zusammensetzung gehorcht der allgemeinen Formel:
XY3Z6(T6O18)(BO3)3V3W
X = (□, Na+, K+, Ca2+, Pb2+)
Y = (Li+, Fe2+, Mg2+, Mn2+, Cu2+, Ni2+, Zn2+, Al3+, Fe3+, Cr3+, V3+)
Z = (Mg2+, Al3+, Fe3+, Cr3+, V3+)
T = (Si4+, Al3+, B3+)
B = (B3+)
V = ((OH)−, O2−)
W = ((OH)−, F−, O2−)
X, Y, Z, T und V stehen in der Formel für die verschiedenen Positionen in der Kristallstruktur der Turmaline und können durch die jeweils in den Klammern angegebenen Ionen besetzt werden. Das Symbol □ steht für eine Leerstelle im Kristallgitter.
Turmaline kristallisieren zumeist mit trigonaler Symmetrie und bilden häufig gut ausgebildete, prismatische Kristalle mit einer typischen Streifung auf den Prismenflächen, die in seltenen Fällen mehrere Meter lang werden können. Die Kristalle sind mit einer Mohshärte von 7 bis 7,5 ungefähr so hart wie Quarz, die Strichfarbe ist weiß. Turmaline gehören zu den Mineralen mit den meisten Farbvariationen. Je nach Zusammensetzung sind sie farblos bis schwarz oder zeigen Farbschattierungen zwischen blau, violett, rot, gelb, braun und grün, wobei an einem Kristall Zonen verschiedener Farben auftreten können. Die Farben können vor allem in ihrer Intensität stark mit der Richtung wechseln, mit der das Licht durch den Kristall fällt (Pleochroismus).
Eine weitere Besonderheit des Turmalins ist der an seinen Kristallen auftretende piezo- und pyroelektrische Effekt: dabei bewirkt eine mechanische Beanspruchung durch Druck oder Torsion bzw. eine Temperaturänderung, dass sich gegenüberliegende Kristallenden elektrisch entgegengesetzt aufladen.
Turmaline sind die wichtigsten gesteinsbildenden Borminerale und treten in den meisten Gesteinen zumindest als Begleitmineral auf. Man findet sie in vielen magmatischen Gesteinen, häufig in Pegmatiten, hydrothermalen Gängen und vielen Erzlagerstätten sowie in metamorphen Gesteinen verschiedener Zusammensetzung und Bildungsbedingungen. Wegen ihrer hohen Verwitterungsbeständigkeit sind sie Bestandteil vieler Sedimente und werden in Seifen angereichert.

## Etymologie und Geschichte

### Antike Überlieferungen wundersamer Kräfte

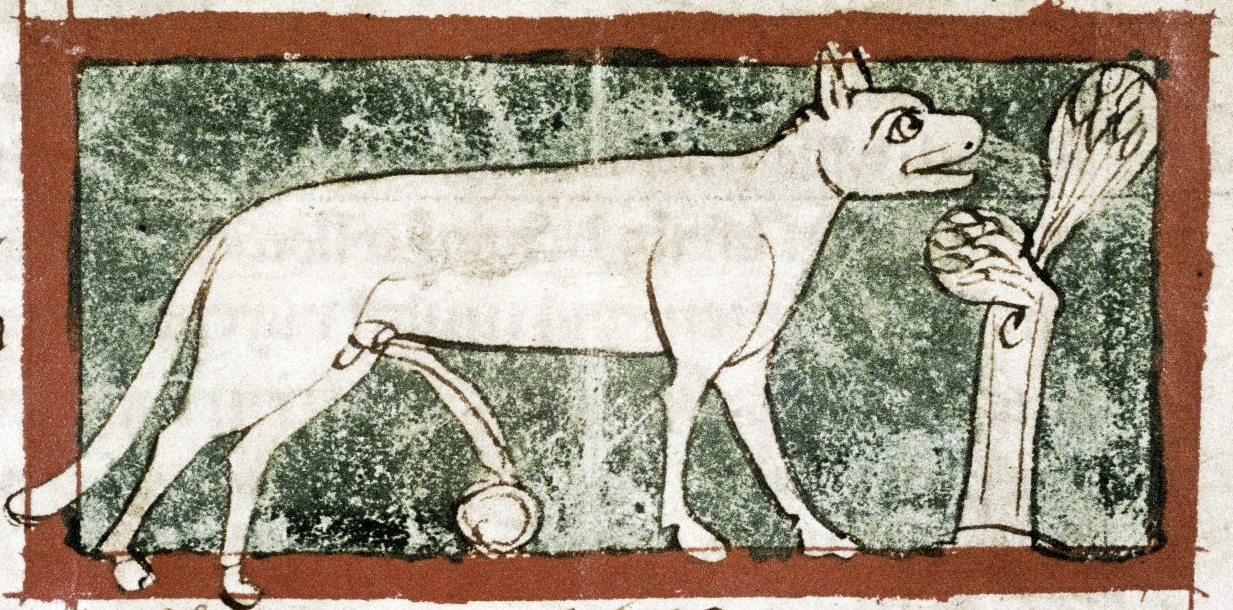
Mittelalterliche Darstellung eines urinierenden Luchses in einem englischen Manuskript aus dem 13. Jahrhundert.

Die erste Beschreibung eines Minerals mit Eigenschaften von Turmalin, zumindest aus dem europäischen Raum, gibt Theophrastos von Eresos (371 – 287 v. Chr.) in seinem Werk De lapidibus. Er beschreibt mit Lyngurium einen klaren, harten und sich kalt anfühlenden Edelstein, der die Fähigkeit besitzt, andere Dinge wie Stroh und Laub oder auch dünne Plättchen Kupfer oder Eisen anzuziehen. Der Überlieferung nach bildet er sich aus dem Urin von Luchsen (Lynx). Sie bedecken ihren Urin mit Erde, so dass er nur von sehr erfahrenen Sammlern entdeckt werden kann. Diese waren offenbar rar und Plinius der Ältere berichtet um 77 n. Chr. in seiner Naturalis historia von einem Groll der Luchse gegen die Menschen und dass wohl niemand in seiner Zeit diesen Stein, für den er den lateinischen Namen lyncurium einführte, zu Gesicht bekommen hat. Er hält alle Geschichten über Lyncurium für falsch. Eher mythologische Schilderungen über Lingurium finden sich dennoch in zahlreichen Werken über Edelsteine bis ins Mittelalter.

### Persische Edelsteinkundler und die Faszination der Farben

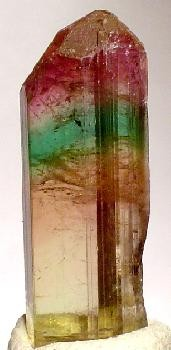
Elbait aus Brasilien (Minas Gerais) mit einer Farbkombination, wie sie von al-Bīrūnī überliefert ist.

Vermutlich seit dem 9. Jahrhundert ist im persisch-arabischen Raum ein Edelstein mit vor allem vom Turmalin bekannten Farbkombination von rot, gelb oder grün in einem Kristall bekannt. Der persische Universalgelehrte al-Bīrūnī, der sich z. T. auf Werke von al-Kindī und ad-Dīnawarī aus dem 9. und 10. Jahrhundert stützt, schreibt in seiner Allgemeinen Edelsteinkunde im 11. Jahrhundert von dem Edelstein La'l:  „... es wird sehr oft von einem La'l-Stück erzählt, das teils rot, teils gelb ist. Einige Edelsteinkundige erwähnen einen La'l, der rot, gelb und grün ist, nicht als Abgrenzung zwischen den verschiedenen Arten, sondern als Vereinigung von Farben in einem Stück.“ Eine umfangreichere Beschreibung des La'l zusammen mit einer Beschreibung eines Vorkommens in einer Druse gibt 1491 Muhammad Ibn Mansur in seinem „Gawahirnama – Gesammelte Kenntnisse über die Edelsteine“.

### Mittelalterliche Bergleute und die Entdeckung des Schörl

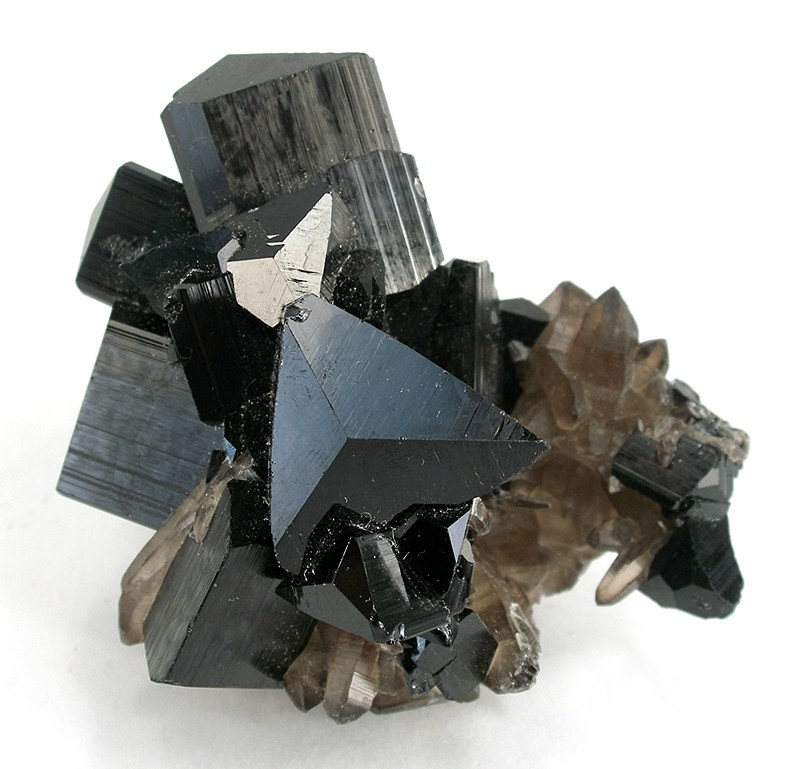
Schörl aus dem Erongogebirge, Namibia.

Schörl ist das erste Mineral aus der Turmalingruppe, das in der europäischen Literatur als solches beschrieben worden ist. Es tritt zusammen mit Zinnstein in den Flusssedimenten des Erzgebirges auf, die seit dem 12. Jahrhundert von eingewanderten Bergleuten aus dem Fichtelgebirge abgebaut wurden. Der Name Schörl war in verschiedener Schreibweise vermutlich schon vor dem Jahr 1400 gebräuchlich, ist aber erst 1505 von Rülein von Calw in seinem „wohlgeordnet und nützlich büchlein, wie man bergwerk suchen und finden soll“ das erste Mal als Schörlein schriftlich festgehalten worden.
Knapp 60 Jahre später, im Jahr 1562, veröffentlichte der deutsche Pfarrer Johannes Mathesius seine Sarepta Oder Bergpostill, Sampt der Joachimßthalischen kurtzen Chroniken, eine Sammlung von 16 Predigten. In der 1559 entstandenen IX. Predigt „Vom Zin / Bley / Glet / Wismut und Spießglaß“ erwähnt er den Schürl, der zusammen mit dem Zwitter (Zinnstein) vorkommt und nicht zusammen mit diesem verhüttet werden sollte.

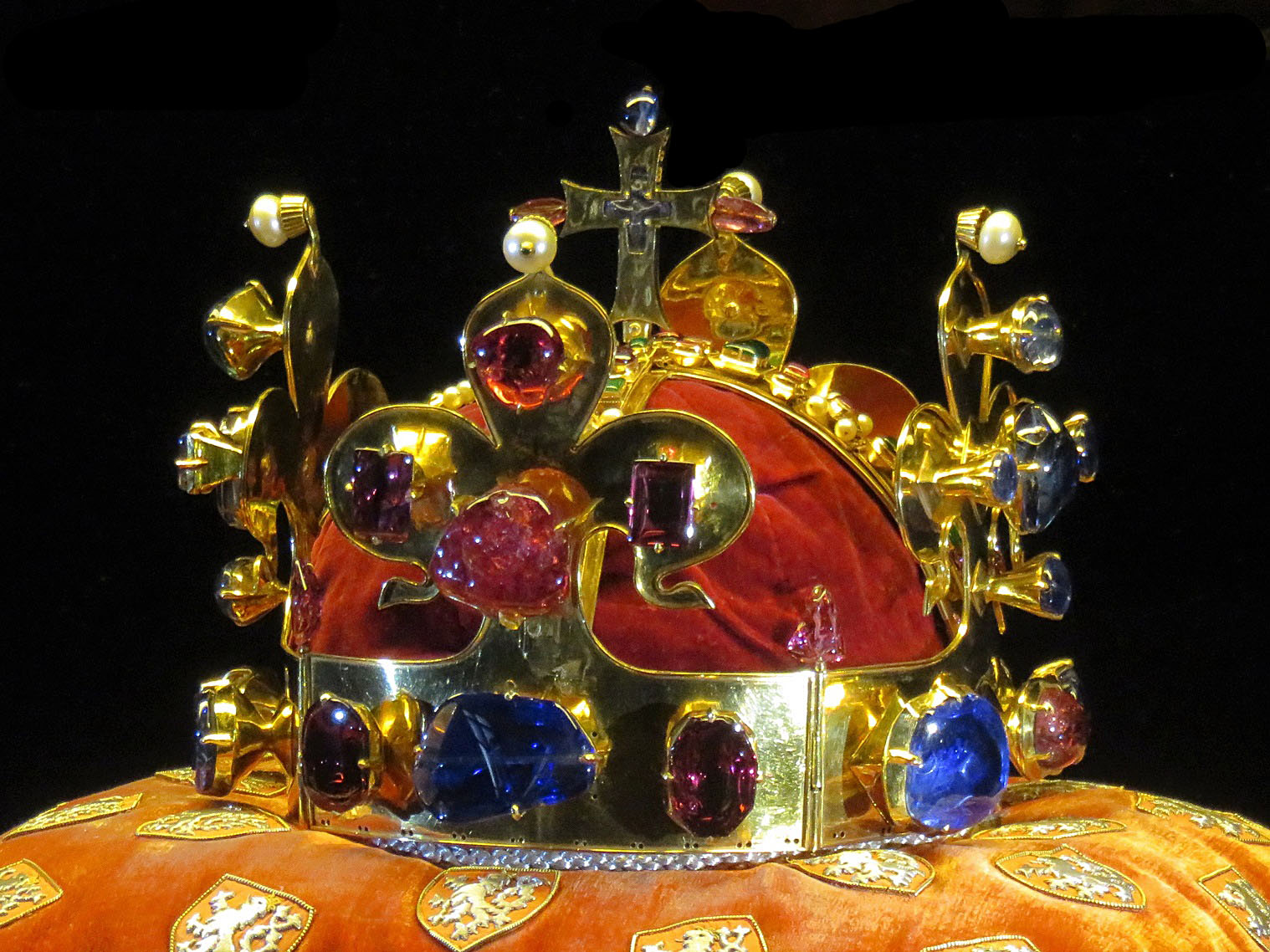
Die Wenzelskrone während der Ausstellung im Mai 2016

Turmaline waren bereits im Mittelalter beliebte Schmucksteine, auch wenn sie damals noch nicht von anderen Edelsteinen, wie Rubin, Beryll oder Granat unterschieden wurden. So handelt es sich bei einem zentralen „Rubin“ der Wenzelskrone, die im 14. Jahrhundert für den Kaiser Karl IV. (HRR) angefertigt wurde, um einen roten Turmalin.

### Holländische Importe und die Entdeckung der Pyroelektrizität
Der Name Turmalin wurde in Europa ab ~1700 verwendet und stammt vom singhalesischen Wort thuramali (තුරමලි) bzw. thoramalli  (තෝරමල්ලි) ab. Der deutsche Mediziner und Botaniker Paul Hermann war vermutlich der erste, der Edelsteine mit dieser Bezeichnung nach Europa brachte. Er reiste von 1672 bis 1677 als Arzt für die Niederländische Ostindien-Kompanie nach Ceylon, wo er eine umfangreiche Naturaliensammlung zusammentrug. Die Sammlung wurde nach seinem Tode (1695) versteigert und der Katalog 1711 gedruckt. Darin finden sich auch zahlreiche Edelsteine und unter der Nummer 197 ein „Chrysolithos Turmale Zeyl.“ (Zeylanicus). Als Turemali bezeichnete man in Ceylon verschiedene Steine. Wie der schwedische Naturforscher und Arzt Carl Peter Thunberg 1784 in seiner „Beschreibung der Mineralien und Edelsteine der Insel Ceylon“ berichtet, waren dies bläulicher Quarz (Nile turemali), Chrysolithe mit vierseitigen Prisma (Patje turemali), grüngelber Topas (Kaneke turemali) oder weißgelber Topas (Sudu turemali). Schörl war in Ceylon unter der Bezeichnung Kallu Palingu (schwarzer Kristall) bekannt.
Unter diesen bunten Edelsteinen fielen einige mit einer Eigenschaft auf, die Theophrastos rund 2000 Jahre zuvor beschrieben hatte. Johann Georg Schmidt überlieferte 1707 in seinen Curiöse Speculationes bey Schlaflosen Nächten den Bericht des Stabs-Medikus der Königlich-polnischen und Kurfürstlich-sächsischen Miliz am Rhein, Dr. Daumius. Dieser habe ihm erzählt, dass Holländer 1703 einen Edelstein, Turmalin oder Turmale, aus Ceylon einführten, der, wenn erhitzt, Asche anziehen konnte und daher auch als ashentrekker bezeichnet wurde. 10 Jahre später präsentierte der Physiker und Chemiker Louis Lémery einen Turmalin mit diesem Verhalten vor der Académie des sciences in Paris. 1744 bat der dänische Apotheker August Günther Carl von Linné ihm bei der Identifizierung der Pflanzen aus den Herbarien zu helfen, die Paul Hermann in Ceylon zusammengestellt hatte. Linné publizierte seine Ergebnisse 1747 in seiner Flora Zeylanica, in dessen Vorwort er auch einen Lapidem Electricum (elektrischen Stein) beschreibt – noch bevor Franz Ulrich Theodor Aepinus 1756 die elektrische Natur der Anziehungskraft des Turmalins beweisen konnte. Apenius beschrieb die elektrische Ladung der Kristallenden eines Turmalinkristalls als Folge von Erwärmung und beobachtete als erster, dass sich die Kristallenden gegensätzlich positiv und negativ aufladen. Den Begriff der Pyroelektrizität führte David Brewster erst 1824 ein.

### Katalogisierung der Vielfalt: Die Erforschung der Zusammensetzung

Turmalin in den Senckenberg Naturhistorischen Sammlungen Dresden

Die zweite Hälfte des 18. Jahrhunderts erlebte eine kleine Inflation von neuen Mineralbeschreibungen mit dem Namen Schörl. Viele Minerale, die nicht bestimmt werden konnten, wurden als neue Varietät des Schörl betrachtet. René-Just Haüy listet allein 16 verschiedene Schörle mit unterschiedlichsten Eigenschaften auf und sieht den Namen dadurch derart kompromittiert, dass er ihn komplett aus der mineralogischen Nomenklatur entfernen wollte. Soweit geht Martin Heinrich Klaproth nicht, hebt aber die zentrale Bedeutung chemischer Analysen für eine Mineralbestimmung hervor. Erste Versuche hierzu unternahm Torbern Olof Bergman bereits 1779. Er findet Ton (Al2O3), Kiesel (SiO2), Kalk (CaO) und Eisen (FeO). Die erste Analyse eines Schörl publizierte Johann Christian Wiegleb 1785 und Wondraschek in Prag weist 1798 noch Braunstein (MnO) und Wasser in einem rötlichen Turmalin aus Mähren nach.
All diesen frühen Analysen fehlt  das Element Bor, ein essentieller Bestandteil aller Turmaline, das erst 1808 von Joseph Louis Gay-Lussac und Louis Jacques Thénard entdeckt worden ist. Schließlich gelang es A. Vogel 1818 in München, nach Hinweisen von August Breithaupt und Christian Gottlob Gmelin, das bislang übersehene Element Bor im Turmalin nachzuweisen. Im gleichen Jahr publizierte Johan August Arfwedson seine Analysen von Mineralen der Insel Utö in Schweden. Im Mineral Petalit entdeckte er das Element Lithium, das er auch in einem Turmalin der Eisenlagerstätte nachweisen konnte. Carl Rammelsberg konnte 1850 die Liste der Elemente im Turmalin um den Nachweis von Fluor ergänzen. In der Mitte des 19. Jahrhunderts waren 12 Elemente aus zahlreichen Turmalinanalysen bekannt (H, Li, Na, K, Ca, Mg, Fe, Mn, B, Al, Si, F), ohne das eine allgemeine Formel der Turmaline anerkannt war. John Ruskin kommentierte das 1866 mit der Bemerkung, dass die Chemie von Turmalin eher der Verschreibung eines mittelalterlichen Arztes als einer ordentlichen Mineralzusammensetzung gleiche.
Bis zum Jahr 2018 wuchs die Anzahl der Elemente (inklusive Leerstellen), die in Turmalinen mit nennenswerten Konzentrationen nachgewiesen wurden, auf rund 26.

### Ordnung der Vielfalt: Die Erforschung der Struktur
Jean-Baptiste Romé de L’Isle, einer der Begründer der Kristallographie, führte systematische Untersuchungen der Kristallformen zahlreicher Minerale durch. Hierbei bemerkte er 1772 die enge Verwandtschaft von Schörl, den transparenten Turmalinen aus Ceylon und einigen Edelsteinen, die aus Brasilien nach Europa kamen.
Der entscheidende Wendepunkt in der Untersuchung von Kristallen kam Anfang des 20. Jahrhunderts, als Max von Laue 1912 die Beugung von Röntgenstrahlen an Kristallgittern beschrieb, wodurch es erstmals möglich wurde, nicht nur die Symmetrie eines Kristalls zu ermitteln, sondern auch dessen Struktur, die Anordnung der Atome im Kristall, aufzuklären. Die ersten Laue-Aufnahmen von Turmalin fertigte Charlotte Kulaszewski 1921 in Leipzig an und beschrieb die beobachteten Röntgenbeugungsmuster mit einer hexagonalen Symmetrie.
Die hexagonale Beschreibung der Röntgenbeugungsmuster stand im Widerspruch zu der trigonalen Symmetrie der Kristallformen von Turmalin, was Martin J. Buerger und William Parrish auf Anregung von Joseph D. H. Donnay zu einer erneuten Bestimmung der Symmetrie veranlasste. Ihnen gelang 1937 mit dem Weissenberg-Verfahren die Bestimmung der korrekten trigonalen Symmetrie von Turmalin mit der Raumgruppe R3m (Raumgruppen-Nr. 160).
Auf der Basis dieser Symmetrie gelang es 11 Jahre später Gabrielle E. Hamburger und Martin J. Buerger am Massachusetts Institute of Technology, die Struktur von Turmalin zu bestimmen. Sie beschrieben Turmalin als Ringsilikat mit 5 verschiedenen Gitterpositionen, die 3-fach, 4-fach oder 6-fach von Anionen (O2−, OH−, F−) auf 8 verschiedenen Positionen umgeben sind. Ausgehend von dieser Struktur konnten sie die Strukturformel von farblosen Mg-Al-Turmalin angeben mit NaMg3B3Al6Si6O27(OH)4 und legten damit die Basis für die Definition der verschiedenen Minerale der Turmalingruppe.
Bei der Gründung der Commission on new Minerals and Mineral Names (CNMMN) der International Mineralogical Association 1959 wurden in der Turmalingruppe lediglich 4 Minerale unterschieden: Schörl, Dravit, Elbait und Uvit. Bis 1997, als Frank C. Hawthorne und Darrell J. Henry auf der internationalen Turmalin-Tagung in Tschechien (Tourmaline 97 meeting) ihren noch inoffiziellen Zwischenstand einer Turmalinklassifikation vorstellten, war die Turmalingruppe bereits auf 12 anerkannte Minerale und 27 hypothetische Endglieder in drei Untergruppen angewachsen. Die aktuelle, von der IMA-CNMNC anerkannte Klassifikation der Turmalin-Obergruppe, war zum Zeitpunkt ihrer Publikation im Jahr 2011 bereits auf 18 anerkannte Minerale und 22 hypothetische Endglieder in 3 Gruppen mit insgesamt 14 Untergruppen angewachsen. Aktuell (2023) werden 40 Minerale in der Turmalingruppe geführt.

## Klassifikation
Die Obergruppe (auch Supergruppe, englisch supergroup) der Turmaline wird in primäre Gruppen und sekundäre Untergruppen unterteilt. Die Besetzung der X-Position mit Alkaliionen (Na, K), Calcium oder Leerstellen ist das Kriterium für die drei primären Turmalingruppen:
- Alkali-Gruppe: (Na+ + K+) > Ca2+ und (Na+ + K+) > □
- Calcium-Gruppe: Ca2+ > (Na+ + K+) und Ca2+ > □
- X-Leerstellen-Gruppe: □ > (Na+ + K+) und □ > Ca2+

Die Besetzungsschemata und gekoppelten Substitutionen auf den Positionen Y, Z, V und W liefern die Kriterien für die weiteren Untergruppen der primären Turmalingruppen.
Die einzelnen Minerale der Turmalingruppen sind im Folgenden mit der chemischen Zusammensetzung ihrer Endglieder angegeben:
| Turmalinobergruppe: Minerale mit Turmalinstruktur      | Turmalinobergruppe: Minerale mit Turmalinstruktur | Turmalinobergruppe: Minerale mit Turmalinstruktur | Turmalinobergruppe: Minerale mit Turmalinstruktur | Turmalinobergruppe: Minerale mit Turmalinstruktur | Turmalinobergruppe: Minerale mit Turmalinstruktur | Turmalinobergruppe: Minerale mit Turmalinstruktur | Turmalinobergruppe: Minerale mit Turmalinstruktur |                                                            |
| Name                                                   | [9]X                                              | [6]Y3                                             | [6]Z6                                             | [4]T6O18                                          | (BO3)3                                            | V3                                                | W                                                 | Anmerkung                                                  |
| Alkali-Gruppe: Na+, K+ auf der X-Position              | Alkali-Gruppe: Na+, K+ auf der X-Position         | Alkali-Gruppe: Na+, K+ auf der X-Position         | Alkali-Gruppe: Na+, K+ auf der X-Position         | Alkali-Gruppe: Na+, K+ auf der X-Position         | Alkali-Gruppe: Na+, K+ auf der X-Position         | Alkali-Gruppe: Na+, K+ auf der X-Position         | Alkali-Gruppe: Na+, K+ auf der X-Position         |                                                            |
| Alkali-Untergruppe 1                                   | M+                                                | M2+3                                              | M3+6                                              | T6O18                                             | (BO3)3                                            | V−3                                               | W−                                                |                                                            |
| ------------------------------------------------------ | ------------------------------------------------- | ------------------------------------------------- | ------------------------------------------------- | ------------------------------------------------- | ------------------------------------------------- | ------------------------------------------------- | ------------------------------------------------- | ---------------------------------------------------------- |
| Dravit                                                 | Na+                                               | Mg2+3                                             | Al3+6                                             | Si6O18                                            | (BO3)3                                            | (OH)−3                                            | (OH)−                                             |                                                            |
| Fluor-Dravit                                           | Na+                                               | Mg2+3                                             | Al3+6                                             | Si6O18                                            | (BO3)3                                            | (OH)−3                                            | F−                                                |                                                            |
| Schörl                                                 | Na+                                               | Fe2+3                                             | Al3+6                                             | Si6O18                                            | (BO3)3                                            | (OH)−3                                            | (OH)−                                             |                                                            |
| Fluor-Schörl                                           | Na+                                               | Fe2+3                                             | Al3+6                                             | Si6O18                                            | (BO3)3                                            | (OH)−3                                            | F−                                                |                                                            |
| Tsilaisit                                              | Na+                                               | Mn2+3                                             | Al3+6                                             | Si6O18                                            | (BO3)3                                            | (OH)−3                                            | (OH)−                                             |                                                            |
| Fluor-Tsilaisit                                        | Na+                                               | Mn2+3                                             | Al3+6                                             | Si6O18                                            | (BO3)3                                            | (OH)−3                                            | F−                                                |                                                            |
|                                                        | Na+                                               | Zn2+3                                             | Al3+6                                             | Si6O18                                            | (BO3)3                                            | (OH)−3                                            | (OH)−                                             | hypothetisches Endglied                                    |
|                                                        | Na+                                               | Ni2+3                                             | Al3+6                                             | Si6O18                                            | (BO3)3                                            | (OH)−3                                            | (OH)−                                             | synthetisch                                                |
|                                                        | Na+                                               | Cu2+3                                             | Al3+6                                             | Si6O18                                            | (BO3)3                                            | (OH)−3                                            | (OH)−                                             | synthetisch                                                |
| Chrom-Dravit                                           | Na+                                               | Mg2+3                                             | Cr3+6                                             | Si6O18                                            | (BO3)3                                            | (OH)−3                                            | (OH)−                                             |                                                            |
| Fluor-Chrom-Dravit                                     | Na+                                               | Mg2+3                                             | Cr3+6                                             | Si6O18                                            | (BO3)3                                            | (OH)−3                                            | F−                                                | hypothetisches Endglied                                    |
| Vanadium-Dravit                                        | Na+                                               | Mg2+3                                             | V3+6                                              | Si6O18                                            | (BO3)3                                            | (OH)−3                                            | (OH)−                                             |                                                            |
| Alkali-Untergruppe 2                                   | M+                                                | M+1,5M3+1,5                                       | M3+6                                              | T6O18                                             | (BO3)3                                            | V−3                                               | W−                                                |                                                            |
| Elbait                                                 | Na+                                               | Li+1,5Al3+1,5                                     | Al3+6                                             | Si6O18                                            | (BO3)3                                            | (OH)−3                                            | (OH)−                                             |                                                            |
| Fluor-Elbait                                           | Na+                                               | Li+1,5Al3+1,5                                     | Al3+6                                             | Si6O18                                            | (BO3)3                                            | (OH)−3                                            | F−                                                |                                                            |
| Alkali-Untergruppe 3                                   | M+                                                | M2+2M3+                                           | M3+6                                              | T6O18                                             | (BO3)3                                            | V−3                                               | W2−                                               |                                                            |
| Oxy-Schörl                                             | Na+                                               | Fe2+2Al3+                                         | Al3+6                                             | Si6O18                                            | (BO3)3                                            | (OH)−3                                            | O2−                                               |                                                            |
| Oxy-Dravit                                             | Na+                                               | Mg2+2Al3+                                         | Al3+6                                             | Si6O18                                            | (BO3)3                                            | (OH)−3                                            | O2−                                               |                                                            |
| Maruyamait                                             | K+                                                | Mg2+2Al3+                                         | Al3+6                                             | Si6O18                                            | (BO3)3                                            | (OH)−3                                            | O2−                                               |                                                            |
| Princivalleit                                          | Na+                                               | Mn2+2Al3+                                         | Al3+6                                             | Si6O18                                            | (BO3)3                                            | (OH)−3                                            | O2−                                               |                                                            |
|                                                        | Na+                                               | Zn2+2Al3+                                         | Al3+6                                             | Si6O18                                            | (BO3)3                                            | (OH)−3                                            | O2−                                               | hypothetisches Endglied                                    |
|                                                        | M+                                                | M3+3                                              | M3+4M2+2                                          | T6O18                                             | (BO3)3                                            | V−3                                               | W2−                                               |                                                            |
| Povondrait                                             | Na+                                               | Fe3+3                                             | Fe3+4Mg2+2                                        | Si6O18                                            | (BO3)3                                            | (OH)−3                                            | O2−                                               |                                                            |
| Kalium-Povondrait                                      | K+                                                | Fe3+3                                             | Fe3+4Mg2+2                                        | Si6O18                                            | (BO3)3                                            | (OH)−3                                            | O2−                                               | hypothetisches Endglied, in natürlichen Povondrait         |
| Bosiit                                                 | Na+                                               | Fe3+3                                             | Al3+4Mg2+2                                        | Si6O18                                            | (BO3)3                                            | (OH)−3                                            | O2−                                               |                                                            |
| Ferro-Bosiit                                           | Na+                                               | Fe3+3                                             | Al3+4Fe2+2                                        | Si6O18                                            | (BO3)3                                            | (OH)−3                                            | O2−                                               | [ 32 ]                                                     |
| Chromo-Alumino-Povondrait                              | Na+                                               | Cr3+3                                             | Al3+4Mg2+2                                        | Si6O18                                            | (BO3)3                                            | (OH)−3                                            | O2−                                               |                                                            |
| Oxy-Chrom-Dravit                                       | Na+                                               | Cr3+3                                             | Cr3+4Mg2+2                                        | Si6O18                                            | (BO3)3                                            | (OH)−3                                            | O2−                                               |                                                            |
| Oxy-Vanadium-Dravit                                    | Na+                                               | V3+3                                              | V3+4Mg2+2                                         | Si6O18                                            | (BO3)3                                            | (OH)−3                                            | O2−                                               |                                                            |
| Vanadio-Oxy-Chrom-Dravit                               | Na+                                               | V3+3                                              | Cr3+4Mg2+2                                        | Si6O18                                            | (BO3)3                                            | (OH)−3                                            | O2−                                               |                                                            |
| Vanadio-Oxy-Dravit                                     | Na+                                               | V3+3                                              | Al3+4Mg2+2                                        | Si6O18                                            | BO3                                               | (OH)−3                                            | O2−                                               |                                                            |
| Alkali-Untergruppe 4                                   | M+                                                | M+M3+2                                            | M3+6                                              | T6O18                                             | (BO3)3                                            | V−3                                               | W2−                                               |                                                            |
| Darrellhenryit                                         | Na+                                               | Li+Al3+2                                          | Al3+6                                             | Si6O18                                            | (BO3)3                                            | (OH)−3                                            | O2−                                               |                                                            |
|                                                        | M+                                                | M2+2,5M4+0,5                                      | M3+6                                              | T6O18                                             | (BO3)3                                            | V−3                                               | W2−                                               |                                                            |
| Dutrowit                                               | Na+                                               | Fe2+2,5Ti4+0,5                                    | Al3+6                                             | Si6O18                                            | (BO3)3                                            | (OH)−3                                            | O2−                                               |                                                            |
| Magnesio-Dutrowit                                      | Na+                                               | Mg2+2,5Ti4+0,5                                    | Al3+6                                             | Si6O18                                            | (BO3)3                                            | (OH)−3                                            | O2−                                               | [ 33 ]                                                     |
| Alkali-Untergruppe 5                                   | M+                                                | M3+3                                              | M3+6                                              | T6O18                                             | (BO3)3                                            | V2−3                                              | W−                                                |                                                            |
| Olenit                                                 | Na+                                               | Al3+3                                             | Al3+6                                             | Si6O18                                            | (BO3)3                                            | O2−3                                              | (OH)−                                             |                                                            |
| Fluor-Olenit                                           | Na+                                               | Al3+3                                             | Al3+6                                             | Si6O18                                            | (BO3)3                                            | O2−3                                              | F−                                                | hypothetisches Endglied                                    |
| Buergerit                                              | Na+                                               | Fe3+3                                             | Al3+6                                             | Si6O18                                            | (BO3)3                                            | O2−3                                              | (OH)−                                             | hypothetisches Endglied                                    |
| Fluor-Buergerit                                        | Na+                                               | Fe3+3                                             | Al3+6                                             | Si6O18                                            | (BO3)3                                            | O2−3                                              | F−                                                |                                                            |
|                                                        | M+                                                | M3+2□                                             | M3+6                                              | T6O18                                             | (BO3)3                                            | V−3                                               | W−                                                |                                                            |
|                                                        | Na+                                               | Al3+2□                                            | Al3+6                                             | Si6O18                                            | (BO3)3                                            | (OH)−3                                            | (OH)−                                             | hypothetisches Endglied                                    |
|                                                        | Na+                                               | Al3+2□                                            | Al3+6                                             | Si6O18                                            | (BO3)3                                            | (OH)−3                                            | F−                                                | hypothetisches Endglied                                    |
| Alkali-Untergruppe 6                                   | M+                                                | M3+3                                              | M3+6                                              | T3+3T4+3O18                                       | (BO3)3                                            | V−3                                               | W−                                                |                                                            |
| Na-Al-Al-Al-Turmalin                                   | Na+                                               | Al3+3                                             | Al3+6                                             | Al3+3Si4+3O18                                     | (BO3)3                                            | (OH)−3                                            | (OH)−                                             | hypothetisches Endglied                                    |
| Na-Al-Al-B-Turmalin                                    | Na+                                               | Al3+3                                             | Al3+6                                             | B3+3Si4+3O18                                      | (BO3)3                                            | (OH)−3                                            | (OH)−                                             | hypothetisches Endglied                                    |
| Fluor-Na-Al-Al-Al-Turmalin                             | Na+                                               | Al3+3                                             | Al3+6                                             | Al3+3Si4+3O18                                     | (BO3)3                                            | (OH)−3                                            | F−                                                | hypothetisches Endglied                                    |
| Fluor-Na-Al-Al-B-Turmalin                              | Na+                                               | Al3+3                                             | Al3+6                                             | B3+3Si4+3O18                                      | (BO3)3                                            | (OH)−3                                            | F−                                                | hypothetisches Endglied                                    |
|                                                        | M+                                                | M3+3                                              | M3+6                                              | T3+2T4+4O18                                       | (BO3)3                                            | V−3                                               | W2−                                               |                                                            |
| Na-Al-Al-Al-Oxy-Turmalin                               | Na+                                               | Al3+3                                             | Al3+6                                             | Al3+2Si4+4O18                                     | (BO3)3                                            | (OH)−3                                            | O2−                                               | hypothetisches Endglied                                    |
| Ertlit                                                 | Na+                                               | Al3+3                                             | Al3+6                                             | B3+2Si4+4O18                                      | (BO3)3                                            | (OH)−3                                            | O2−                                               | [ 35 ]                                                     |
| Calcium-Gruppe: Ca2+ auf der X-Position                |                                                   |                                                   |                                                   |                                                   |                                                   |                                                   |                                                   |                                                            |
| Calcium-Untergruppe 1                                  | M2+                                               | M2+3                                              | M3+5M2+                                           | T6O18                                             | (BO3)3                                            | V−3                                               | W−                                                |                                                            |
| Uvit                                                   | Ca2+                                              | Mg2+3                                             | Al3+5Mg2+                                         | Si6O18                                            | (BO3)3                                            | (OH)−3                                            | (OH)−                                             |                                                            |
| Fluor-Uvit                                             | Ca2+                                              | Mg2+3                                             | Al3+5Mg2+                                         | Si6O18                                            | (BO3)3                                            | (OH)−3                                            | F−                                                |                                                            |
| Feruvit                                                | Ca2+                                              | Fe2+3                                             | Al3+5Mg2+                                         | Si6O18                                            | (BO3)3                                            | (OH)−3                                            | (OH)−                                             |                                                            |
| Fluor-Feruvit                                          | Ca2+                                              | Fe2+3                                             | Al3+5Mg2+                                         | Si6O18                                            | (BO3)3                                            | (OH)−3                                            | F−                                                | hypothetisches Endglied                                    |
| Calcium-Untergruppe 2                                  | M2+                                               | M+2M3+                                            | M3+6                                              | T6O18                                             | (BO3)3                                            | V−3                                               | W−                                                |                                                            |
| Fluor-Liddicoatit                                      | Ca2+                                              | Li+2Al3+                                          | Al3+6                                             | Si6O18                                            | (BO3)3                                            | (OH)−3                                            | F−                                                |                                                            |
| Liddicoatit                                            | Ca2+                                              | Li+2Al3+                                          | Al3+6                                             | Si6O18                                            | (BO3)3                                            | (OH)−3                                            | (OH)−                                             | hypothetisches Endglied                                    |
|                                                        | Pb2+                                              | Li+2Al3+                                          | Al3+6                                             | Si6O18                                            | (BO3)3                                            | (OH)−3                                            | F−                                                | hypothetisches Endglied                                    |
|                                                        | M2+                                               | M+M2+2                                            | M3+6                                              | T6O18                                             | (BO3)3                                            | V−3                                               | W−                                                |                                                            |
|                                                        | Ca2+                                              | Li+Mg2+2                                          | Al3+6                                             | Si6O18                                            | (BO3)3                                            | (OH)−3                                            | F−                                                | hypothetisches Endglied, rund 50 Mol-% in Li-haltigen Uvit |
|                                                        | M2+                                               | M+2M3+                                            | M3+6                                              | T6O18                                             | (BO3)3                                            | V−3                                               | W2−                                               |                                                            |
| Oxy-Liddicoatit                                        | Ca2+                                              | Li+1,5Al3+1,5                                     | Al3+6                                             | Si6O18                                            | (BO3)3                                            | (OH)−3                                            | O2−                                               | hypothetisches Endglied                                    |
| Calcium-Untergruppe 3                                  | M2+                                               | M2+3                                              | M3+6                                              | T6O18                                             | (BO3)3                                            | V−3                                               | W2−                                               |                                                            |
| Lucchesiit                                             | Ca2+                                              | Fe2+3                                             | Al3+6                                             | Si6O18                                            | (BO3)3                                            | (OH)−3                                            | O2−                                               |                                                            |
| Magnesio-Lucchesiit                                    | Ca2+                                              | Mg2+3                                             | Al3+6                                             | Si6O18                                            | (BO3)3                                            | (OH)−3                                            | O2−                                               |                                                            |
| Pb-Oxy-Uvit                                            | Pb2+                                              | Mg2+3                                             | Al3+6                                             | Si6O18                                            | (BO3)3                                            | (OH)−3                                            | O2−                                               | synthetisch                                                |
| Ferri-Uvit                                             | Ca2+                                              | Mg2+3                                             | Fe3+6                                             | Si6O18                                            | (BO3)3                                            | (OH)−3                                            | O2−                                               | hypothetisches Endglied                                    |
| Calcium-Untergruppe 4                                  | M2+                                               | M2+3                                              | M3+6                                              | T4+5T3+O18                                        | (BO3)3                                            | V−3                                               | W−                                                |                                                            |
| Adachiit                                               | Ca2+                                              | Fe2+3                                             | Al3+6                                             | Si5Al3+O18                                        | (BO3)3                                            | (OH)−3                                            | (OH)−                                             |                                                            |
| Leerstellen-Gruppe: Leerstellen (□) auf der X-Position |                                                   |                                                   |                                                   |                                                   |                                                   |                                                   |                                                   |                                                            |
| Leerstellen-Untergruppe 1                              | □                                                 | M2+2M3+                                           | M3+6                                              | T6O18                                             | (BO3)3                                            | V−3                                               | W−                                                |                                                            |
| Magnesio-Foitit                                        | □                                                 | Mg2+2Al3+                                         | Al3+6                                             | Si6O18                                            | (BO3)3                                            | (OH)−3                                            | (OH)−                                             |                                                            |
| Fluor-Magnesio-Foitit                                  | □                                                 | Mg2+2Al3+                                         | Al3+6                                             | Si6O18                                            | (BO3)3                                            | (OH)−3                                            | F−                                                | hypothetisches Endglied                                    |
| Foitit                                                 | □                                                 | Fe2+2Al3+                                         | Al3+6                                             | Si6O18                                            | (BO3)3                                            | (OH)−3                                            | (OH)−                                             |                                                            |
| Fluor-Foitit                                           | □                                                 | Fe2+2Al3+                                         | Al3+6                                             | Si6O18                                            | (BO3)3                                            | (OH)−3                                            | F−                                                | hypothetisches Endglied                                    |
| Celleriit                                              | □                                                 | Mn2+2Al3+                                         | Al3+6                                             | Si6O18                                            | (BO3)3                                            | (OH)−3                                            | (OH)−                                             |                                                            |
|                                                        | □                                                 | Zn2+2Al3+                                         | Al3+6                                             | Si6O18                                            | (BO3)3                                            | (OH)−3                                            | (OH)−                                             | hypothetisches Endglied                                    |
| Leerstellen-Untergruppe 2                              | □                                                 | M+M3+2                                            | M3+6                                              | T6O18                                             | (BO3)3                                            | V−3                                               | W−                                                |                                                            |
| Rossmanit                                              | □                                                 | Li+Al3+2                                          | Al3+6                                             | Si6O18                                            | (BO3)3                                            | (OH)−3                                            | (OH)−                                             |                                                            |
| Fluor-Rossmanit                                        | □                                                 | Li+Al3+2                                          | Al3+6                                             | Si6O18                                            | (BO3)3                                            | (OH)−3                                            | F−                                                | hypothetisches Endglied                                    |
|                                                        | □                                                 | M3+3                                              | M3+6                                              | T4+4T3+2O18                                       | (BO3)3                                            | V−3                                               | W−                                                |                                                            |
| Al-Al-Al-Turmalin                                      | □                                                 | Al3+3                                             | Al3+6                                             | Si4Al3+2O18                                       | (BO3)3                                            | (OH)−3                                            | (OH)−                                             | hypothetisches Endglied                                    |
| Al-Al-B-Turmalin                                       | □                                                 | Al3+3                                             | Al3+6                                             | Si4B3+2O18                                        | (BO3)3                                            | (OH)−3                                            | (OH)−                                             | hypothetisches Endglied                                    |
| Leerstellen-Untergruppe 3                              | □                                                 | M2+M3+2                                           | M3+6                                              | T6O18                                             | (BO3)3                                            | V−3                                               | W2−                                               |                                                            |
| Oxy-Foitit                                             | □                                                 | Fe2+Al3+2                                         | Al3+6                                             | Si6O18                                            | (BO3)3                                            | (OH)−3                                            | O2−                                               |                                                            |
| Oxy-Ferri-Foitit                                       | □                                                 | Fe2+Fe3+2                                         | Fe3+6                                             | Si6O18                                            | (BO3)3                                            | (OH)−3                                            | O2−                                               | hypothetisches Endglied                                    |
| □-Mg-O-Turmalin (Oxy-Magnesio-Foitit)                  | □                                                 | Mg2+Al3+2                                         | Al3+6                                             | Si6O18                                            | (BO3)3                                            | (OH)−3                                            | O2−                                               | hypothetisches Endglied                                    |
| Oxy-Magnesio-Ferri-Foitit                              | □                                                 | Mg2+Fe3+2                                         | Fe3+6                                             | Si6O18                                            | (BO3)3                                            | (OH)−3                                            | O2−                                               | hypothetisches Endglied                                    |
| Oxy-Mn-Foitit                                          | □                                                 | Mn2+Al3+2                                         | Al3+6                                             | Si6O18                                            | (BO3)3                                            | (OH)−3                                            | O2−                                               | hypothetisches Endglied                                    |
| Leerstellen-Untergruppe 4                              | □                                                 | M+0,5M3+2,5                                       | M3+6                                              | T6O18                                             | (BO3)3                                            | V−3                                               | W2−                                               |                                                            |
| □-Li-O-Turmalin (Oxy-Rossmanit)                        | □                                                 | Li+0,5Al3+2,5                                     | Al3+6                                             | Si6O18                                            | (BO3)3                                            | (OH)−3                                            | O2−                                               | hypothetisches Endglied                                    |
|                                                        | □                                                 | M3+3                                              | M3+6                                              | T4+5T3+O18                                        | (BO3)3                                            | V−3                                               | W2−                                               |                                                            |
| Alumino-Oxy-Rossmanit                                  | □                                                 | Al3+3                                             | Al3+6                                             | Si5Al3+O18                                        | (BO3)3                                            | (OH)−3                                            | O2−                                               |                                                            |

## Kristallstruktur
Die Minerale der Turmalingruppe kristallisieren mit trigonaler Symmetrie in der Raumgruppe R3m (Raumgruppen-Nr. 160). Eine Elementarzelle enthält drei Formeleinheiten.
Diese Raumgruppe ist nicht zentrosymmetrisch, sie verfügt über kein Symmetriezentrum. Die 3-zählige c-Achse, die bei Turmalinen parallel zur Längsrichtung der meist prismatischen Kristalle liegt, ist polar, d. h. Eigenschaften der Kristalle unterscheiden sich in Richtung und Gegenrichtung der Achse. Morphologisch äußert sich dies in unterschiedlichen Flächenausprägungen am oberen und unteren Ende der polaren Achse. Weiterhin erlaubt das Fehlen eines Symmetriezentrums pyro- und piezoelektrisches Verhalten, für das Turmaline bekannt sind.

### Silikatanion

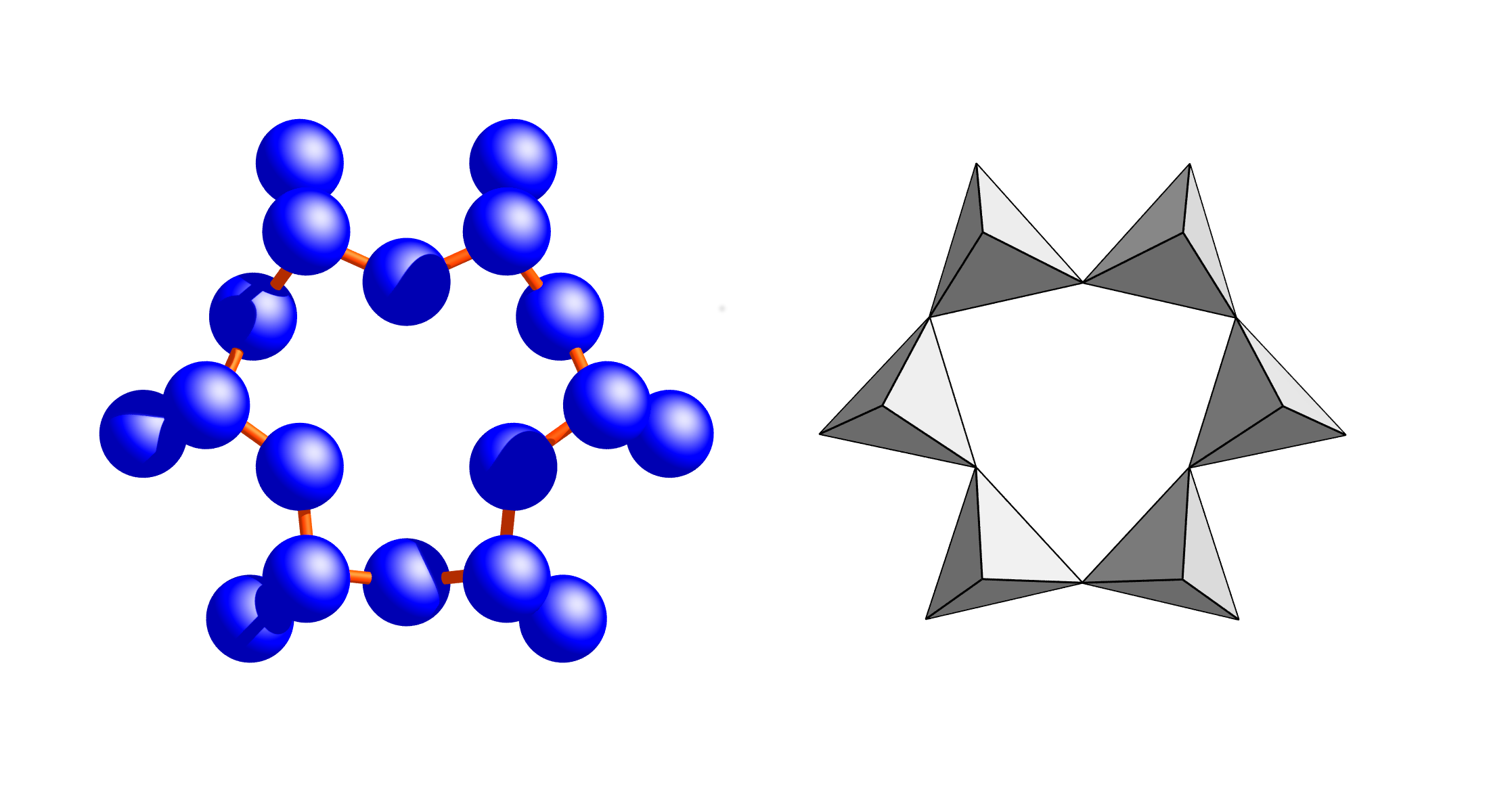
Turmalinstruktur – 6er Einfachsilikatring

Die Kationen auf der T-Position (Si4+, Al3+, B3+) sind so von vier Sauerstoffatomen verbunden, dass die Sauerstoffatome auf den Ecken eines Tetraeders liegen, in dessen Zentrum sich das Kation befindet. Turmaline sind Ringsilikate. Ihre TO4-Tetraeder sind über zwei Ecken mit benachbarten TO4-Tetraeder zu unverzweigten 6er-Einfachringen der Zusammensetzung [Si6O18]−12verbunden.

### Boratanion
Die Kationen auf der B-Position (Bor) sind von drei Sauerstoffatomen umgeben. Alle Atome im Ion [BO3]−3 liegen in einer Ebene. Die Sauerstoffatome liegen an den Ecken eines Dreiecks, in dessen Mitte sich das Bor-Kation befindet.

### X-Position

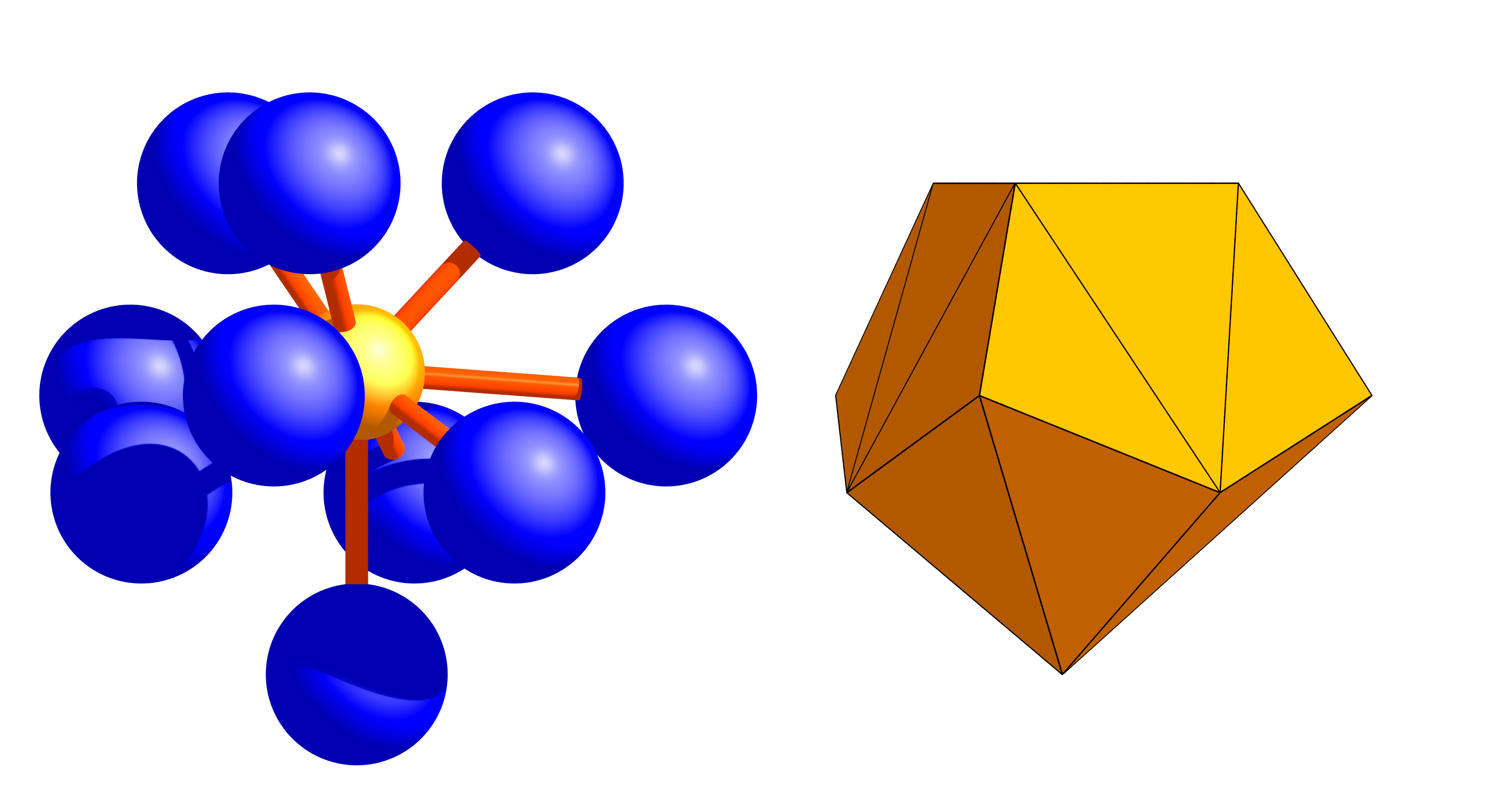
Turmalinstruktur: X-Position

Die Kationen der X-Positionen sind von neun bis zehn Sauerstoffatomen umgeben. Die Sauerstoffatome liegen auf den Ecken eines trigonalen Antiprismas, in dessen Zentrum die ein- bis zweifach geladenen Kationen liegen.

### Y-Position
Die zumeist zweiwertigen Kationen auf der Y-Position sind von sechs Sauerstoffatomen oktaedrisch umgeben. Die Sauerstoffatome liegen auf den Ecken eines Oktaeders, in dessen Mitte sich das Kation befindet. Jeweils drei dieser Oktaeder sind über gemeinsame Kanten zu Trimeren miteinander verbunden.

### Z-Position
Die zumeist dreiwertigen Kationen (Al,…) auf der Z-Position sind ebenfalls von sechs Sauerstoffatomen oktaedrisch umgeben.

### Gesamtstruktur
Die 6er-Silikatringe, M2+-Oktaeder-Trimere (Y-Position) und trigonales Antiprisma der X-Position sind in Richtung der polaren z-Achse übereinander gestapelt. Die freien Tetraederspitzen der Silikatringe weisen alle entgegen der z-Achse und sind mit Ecken der M2+-Oktaeder-Trimere verbunden. Die Kationen auf der X-Position liegen mittig oberhalb der Silikatringe und verbinden diese mit dem darüber liegenden M2+-Oktaeder-Trimer.
Die M3+-Oktaeder der Z-Position sind über gemeinsame Kanten zu Ketten in Richtung der z-Achse verknüpft und verbinden benachbarte Stapel aus X- Y- und Tetraederpositionen.
Die planaren BO3-Anionen liegen in der a-b-Ebene und verknüpfen die X-Koordinationspolyeder mit Z-Oktaedern.

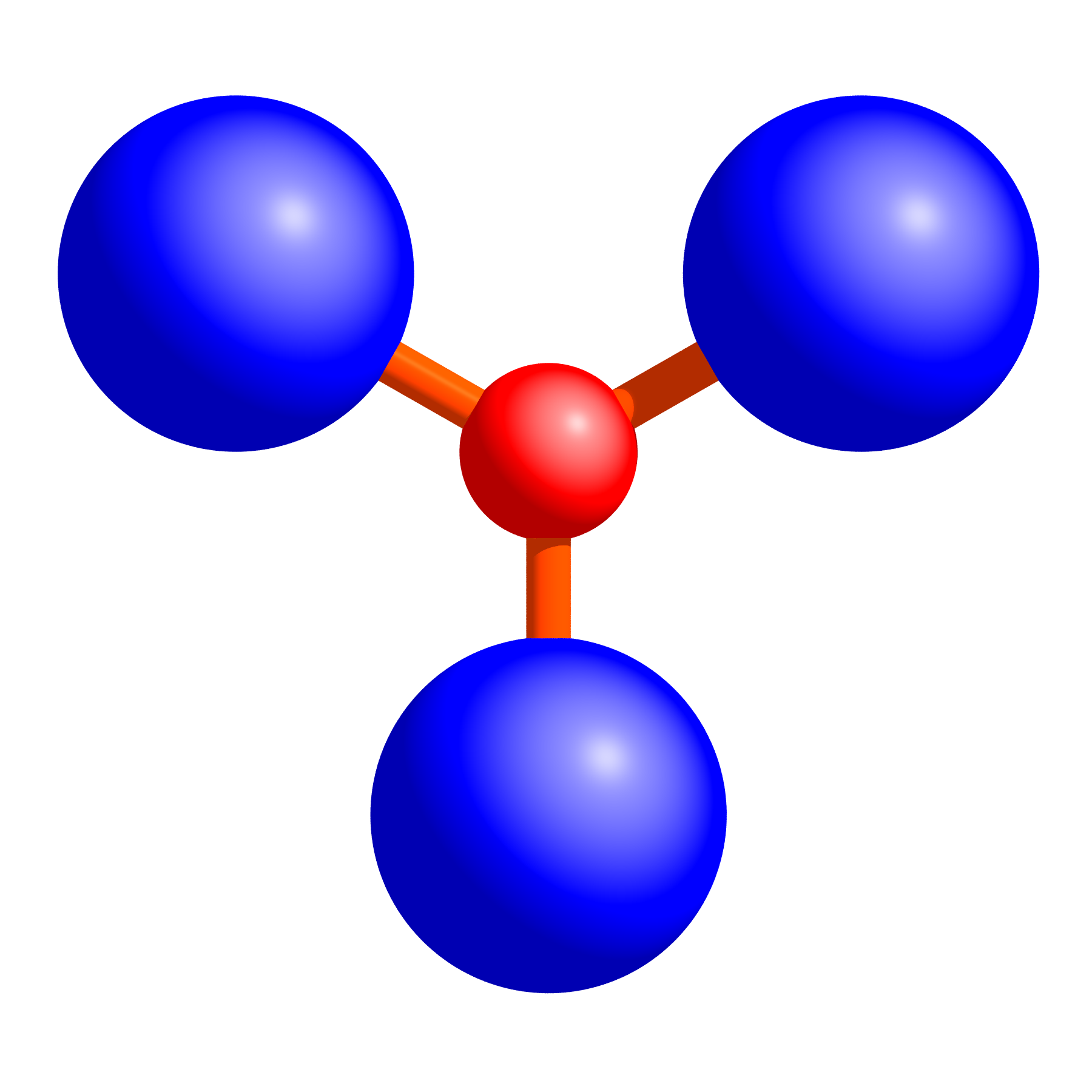
Turmalinstruktur: BO3-Gruppe
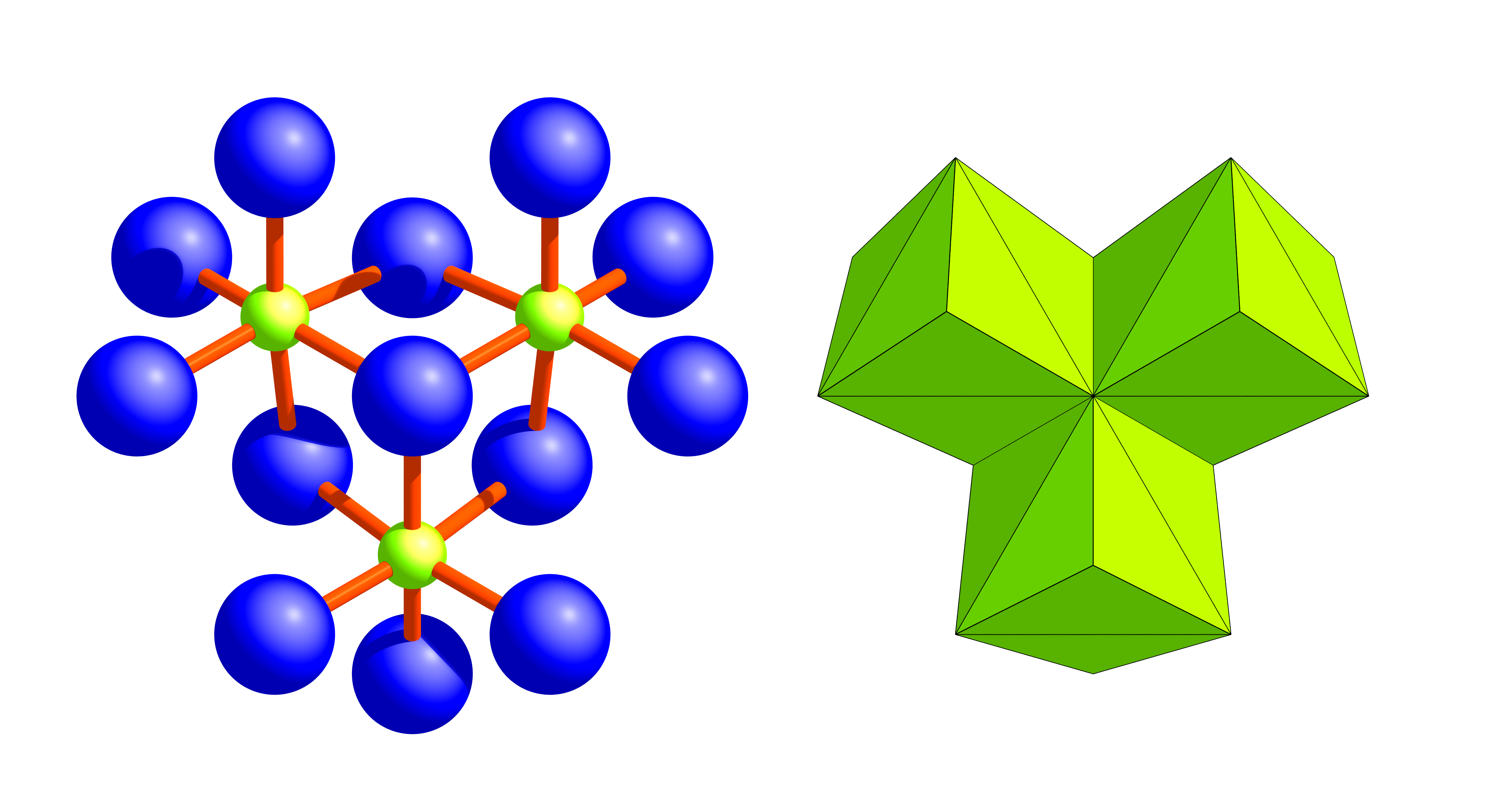
Turmalinstruktur: M2+-Oktaeder der Y-Position
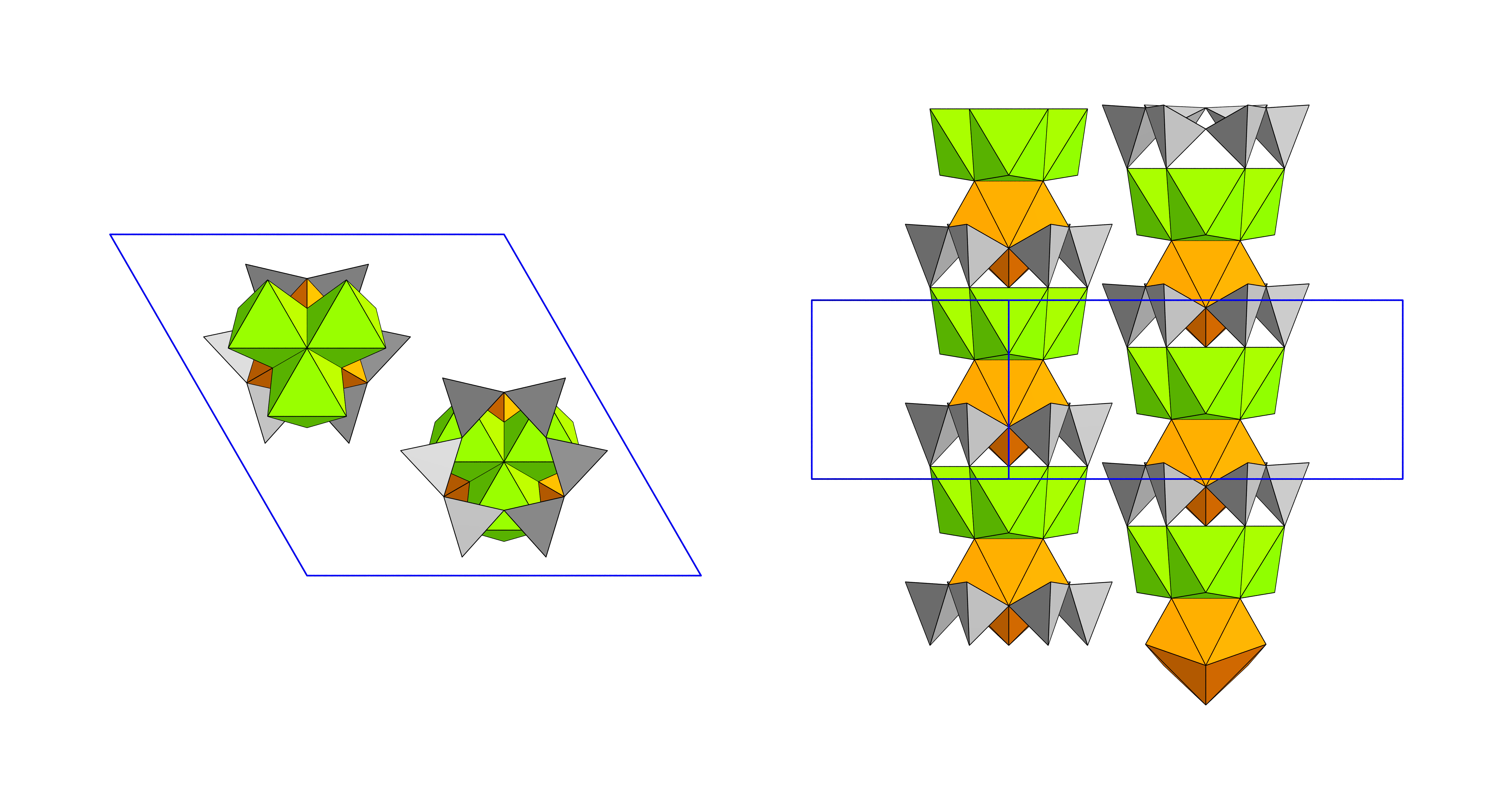
Turmalinstruktur: Verknüpfung der Koordinationspolyeder I; links: Blick entlang der c-Achse, rechts: Blick senkrecht zur c-Achse
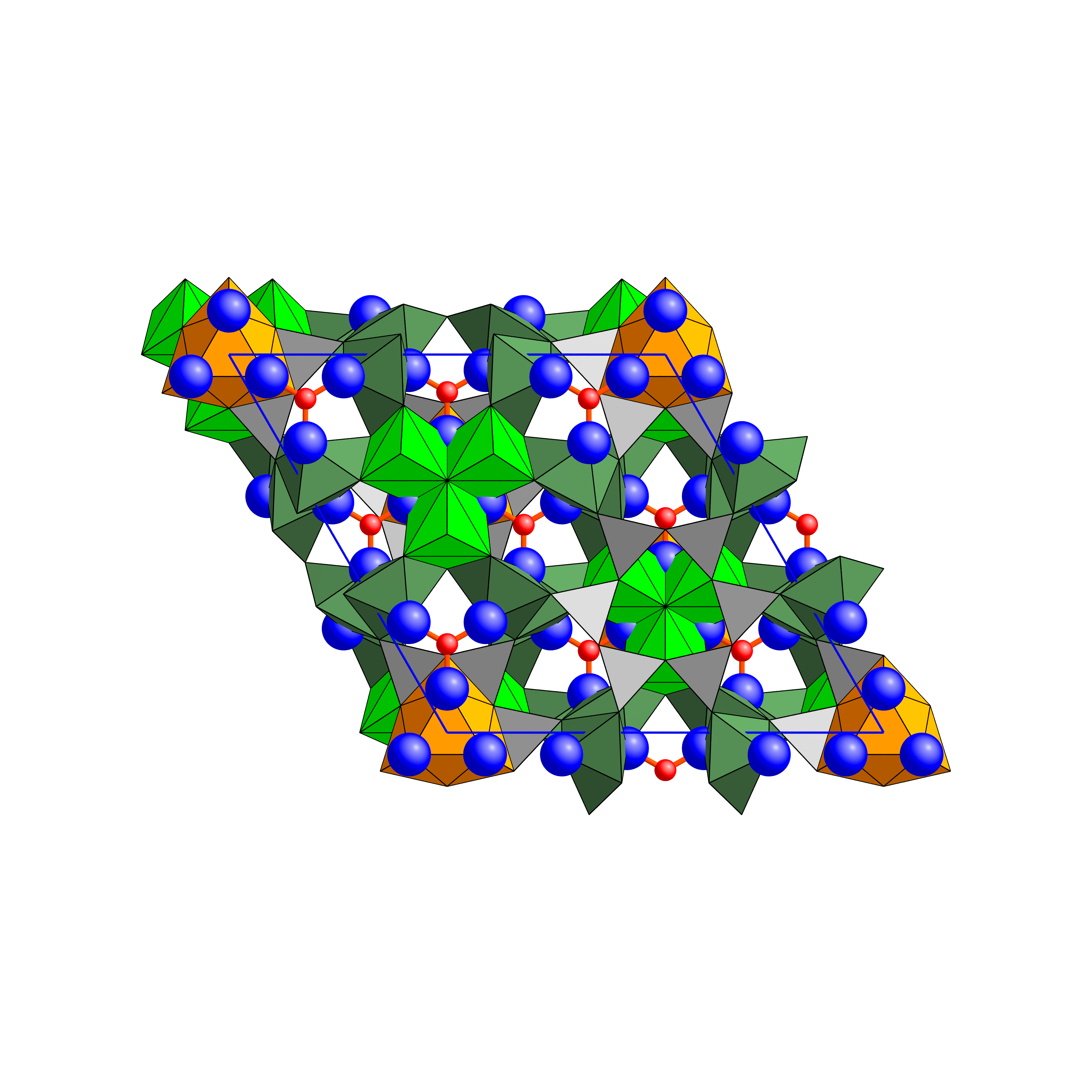
Turmalinstruktur: Verknüpfung der Koordinationspolyeder II; Blick entlang der c-Achse

## Varietäten
Nur wenige Minerale weisen eine so große Variabilität ihrer Farbe auf wie die Turmaline, und für ihre Farbvariationen wurden zahlreiche Namen geprägt.
- Achroit: farblose Turmaline, meist Elbait oder Rossmanit
- Aphrizit: dunkelgrauer Schörl
- Brasilianischer Chrysolith, Ceylon-Chrysolith: gelb-grüner Turmalin
- Brasilianischer Smaragd, Emeralite: grüner, transparenter Turmalin
- Brasilianischer Peridot, Ceylon-Peridot: honiggelber bis grüner Turmalin
- Brasilianischer Rubin, Sibirischer Rubin: roter, transparenter Turmalin
- Brasilianischer Saphir: blauer, transparenter Turmalin
- Kanarien-Turmalin: hellgelber Turmalin
- Katzenaugen-Turmalin: Turmalin mit Chatoyance in verschiedenen Farben
- Chameleonit, Deuterolit: Turmalin mit je nach Beleuchtung wechselnder Farbe (Alexandrit-Effekt), vermutlich chromhaltieger Dravit
- Cromolith: grüner Turmalin
- Indigolith: blauer Turmalin, vermutlich Elbait-Schörl-Mischkristalle
- Iochroit: violetter Turmalin
- Mohrenkopf-Turmalin: heller Turmalin mit schwarzer Spitze
- Paraibaít: blaugrüner, Cu-haltiger Elbait
- Rubellit: rosa bis roter Turmalin, vermutlich Elbait
- Siberit: violetter Rubellit
- Verdelith: grüner Turmalin, vermutlich Elbait-Schörl-Mischkristall
- Wassermelonen-Turmalin: farblich zonierter Turmalin mit rosa Kern und grünem Rand, meist Elbait

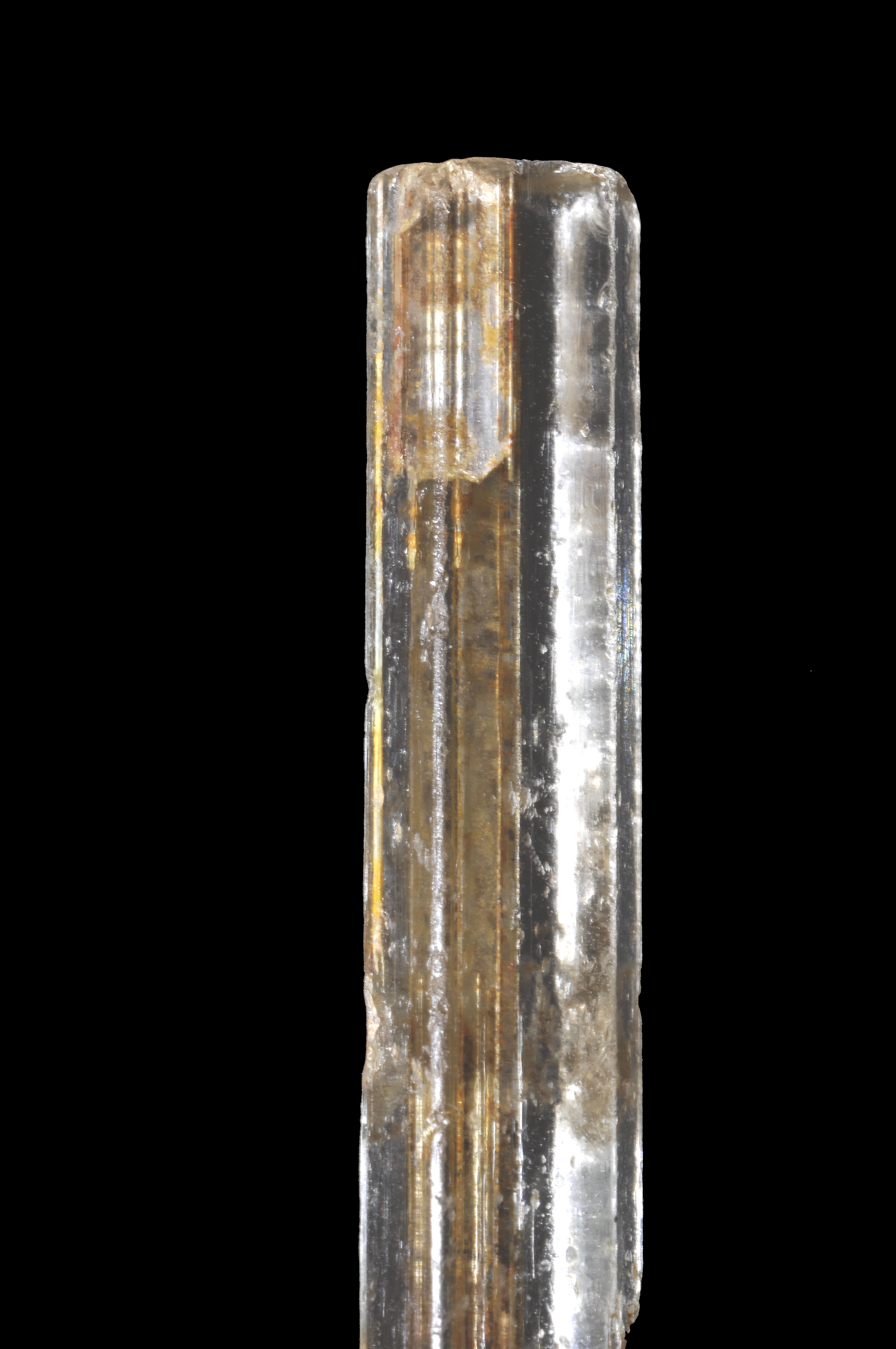
Achondrit
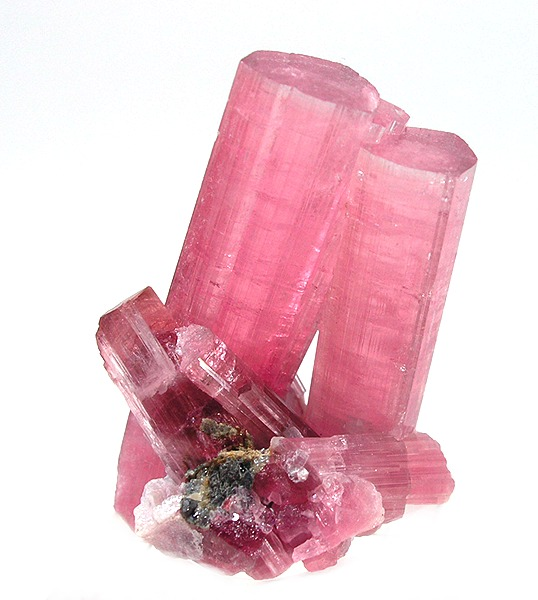
Rubellit
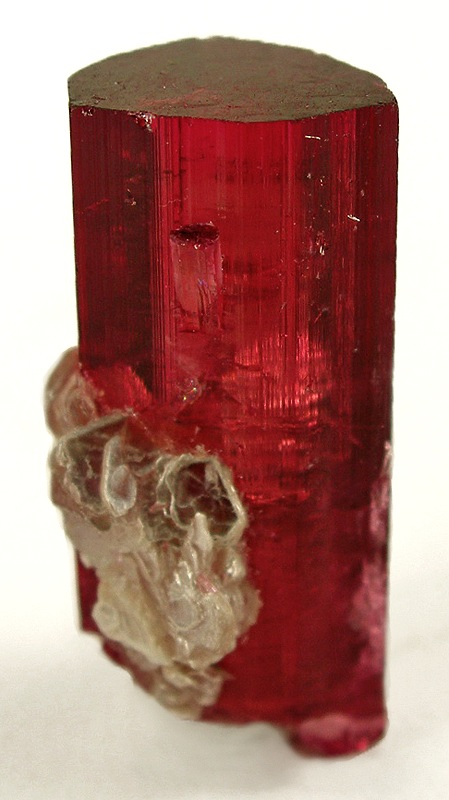
Rubellit
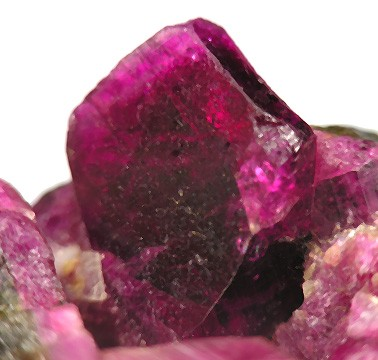
Siberit
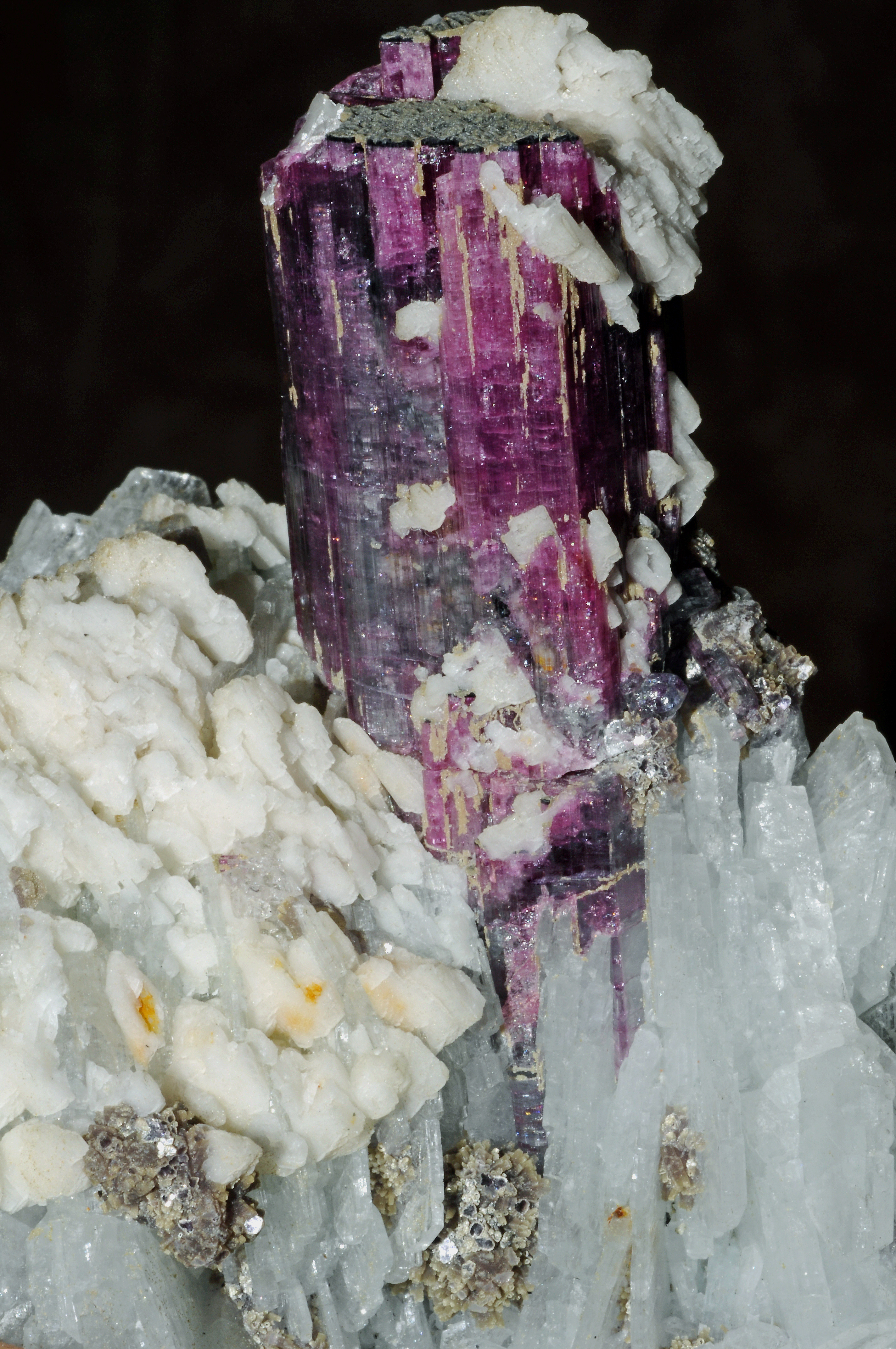
Iochroit
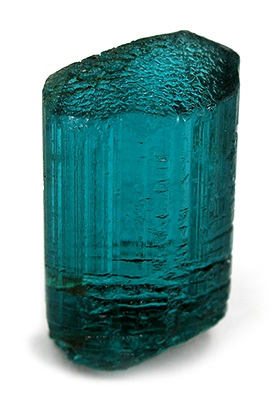
Indigolith
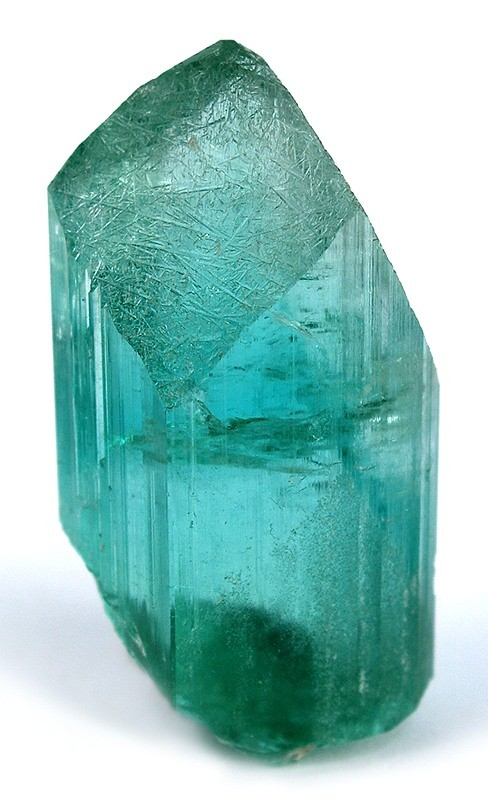
Indigolith
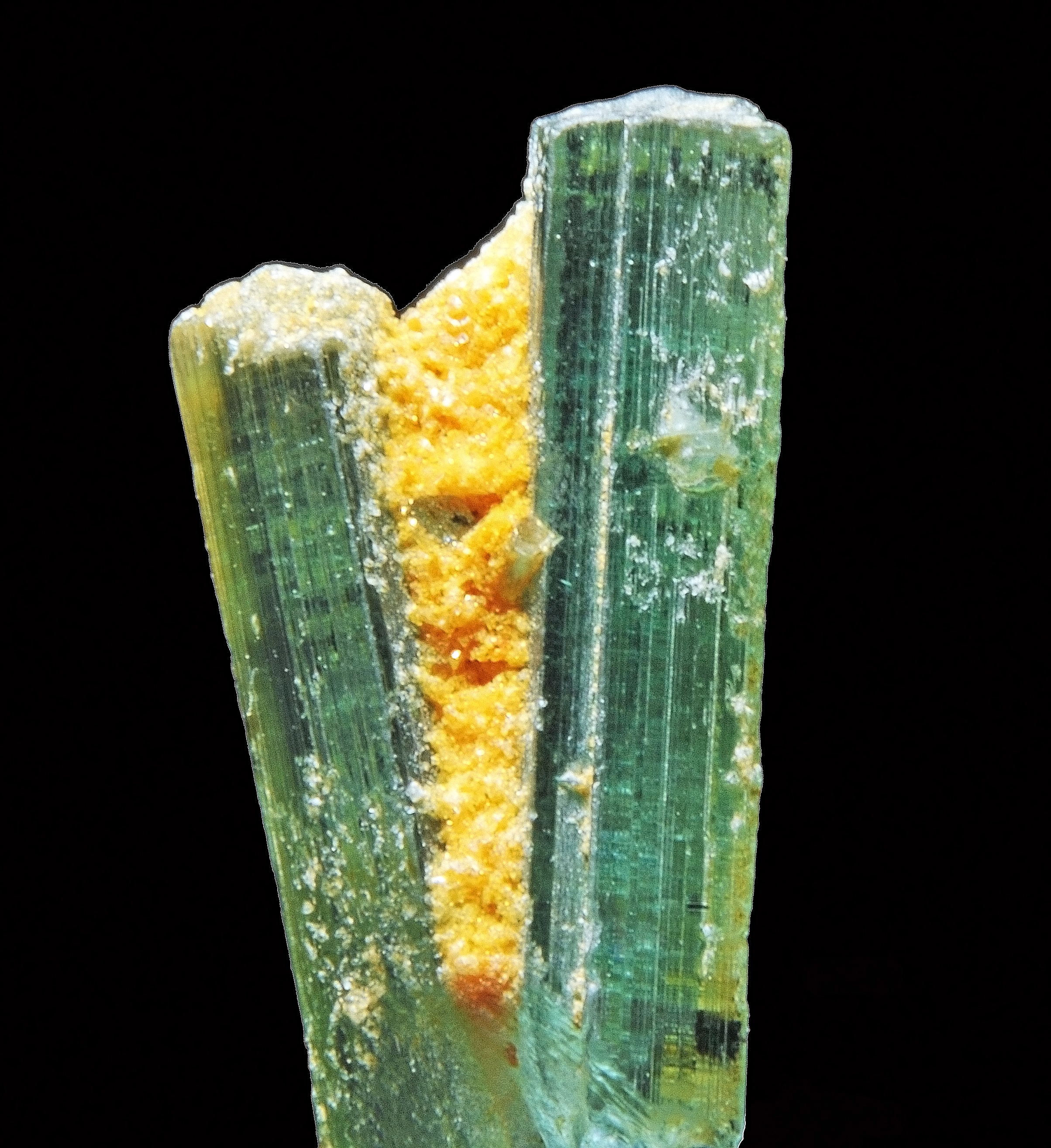
Paraibait
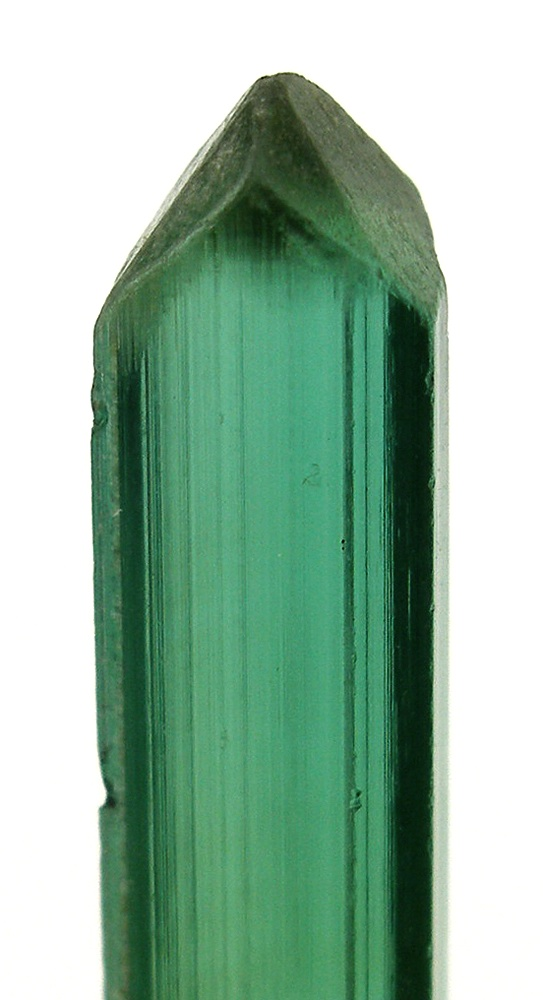
Cromolith
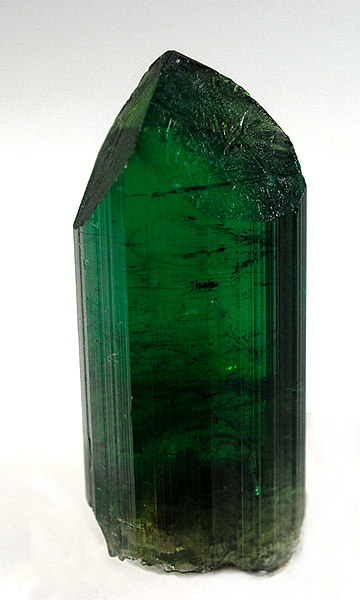
Cromolith
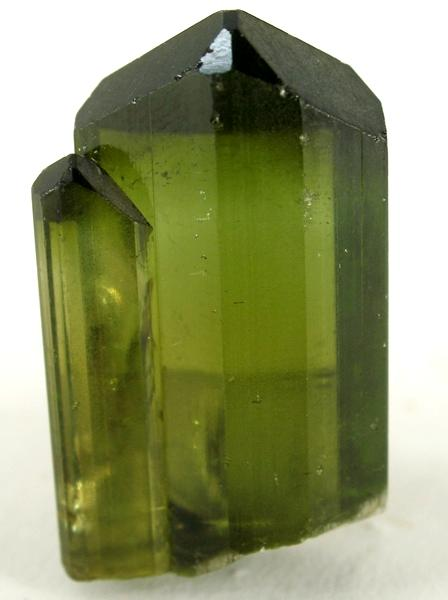
Brasilianischer Chrysolith
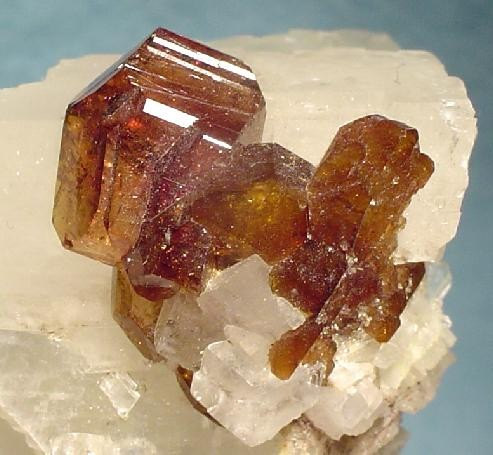
Brasilianischer Peridot
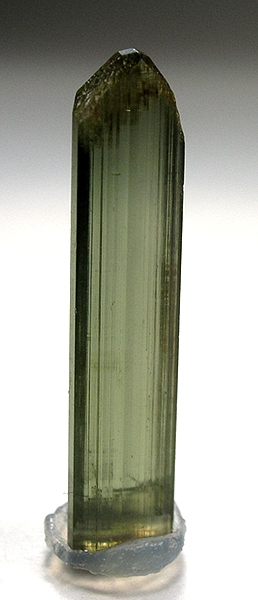
Aphrizit
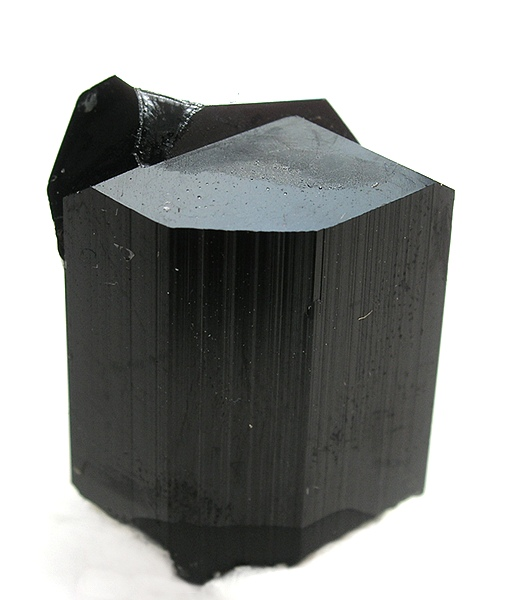
Schörl
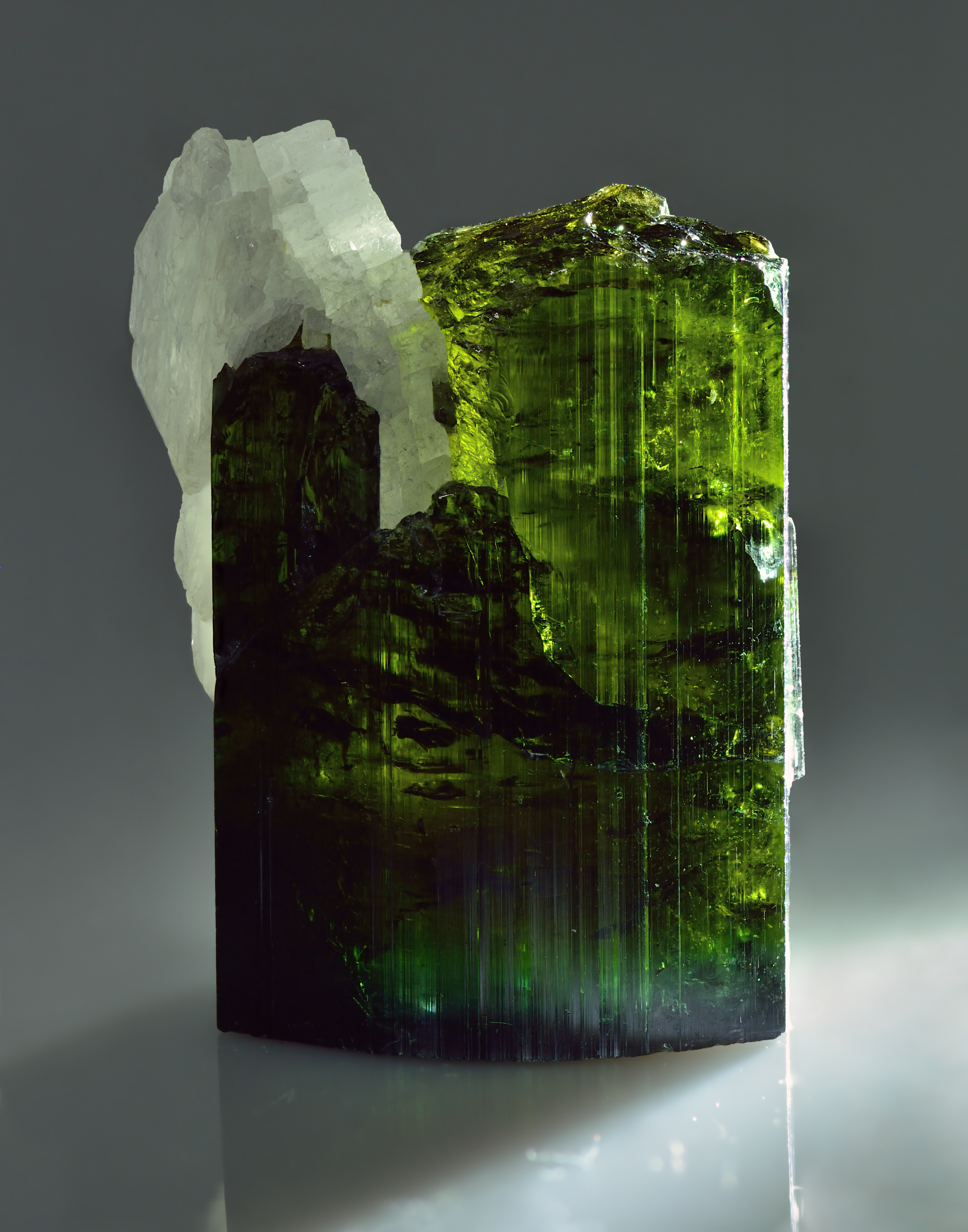
Verdelith mit Albit
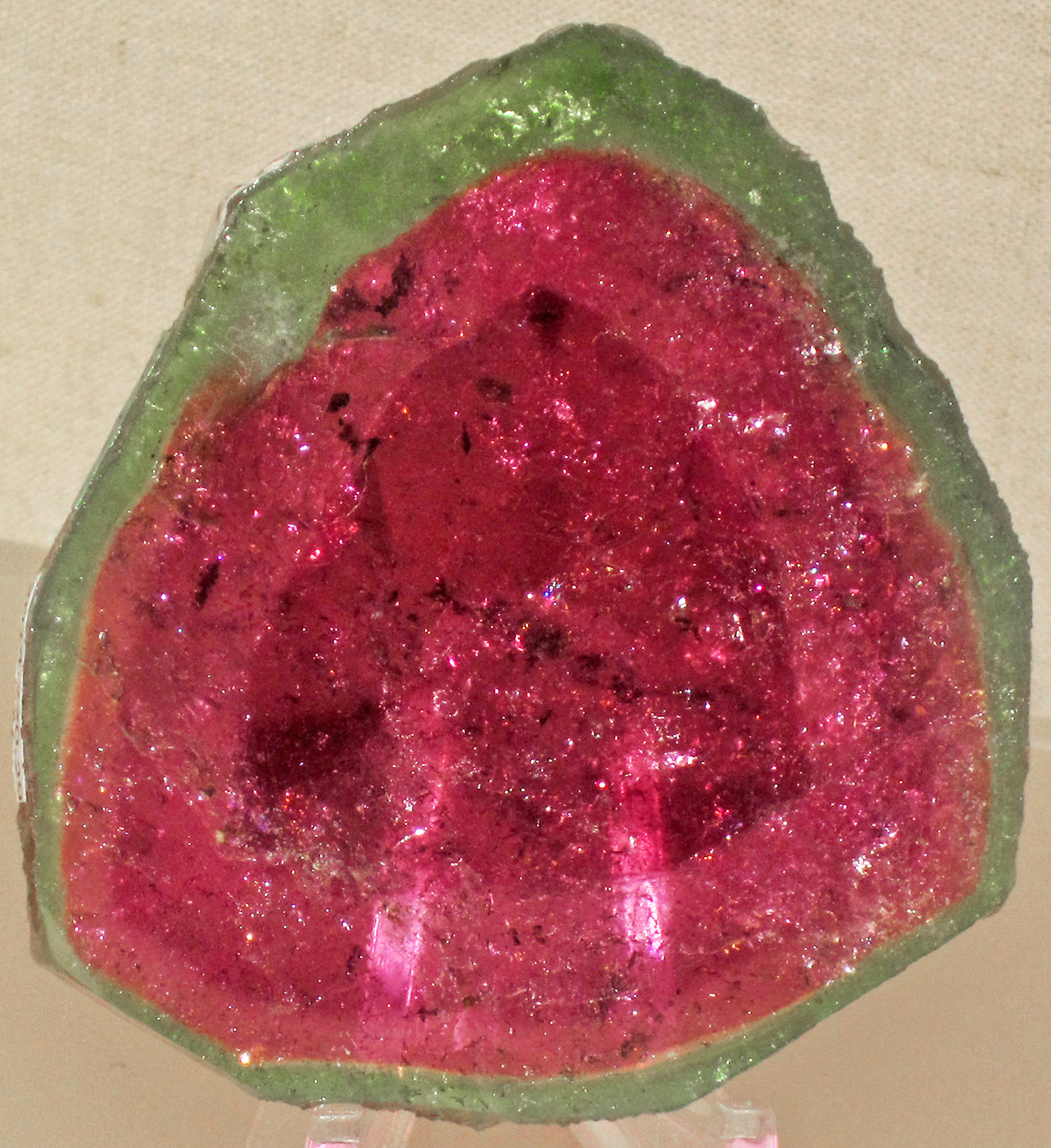
Wassermelonen-Turmalin
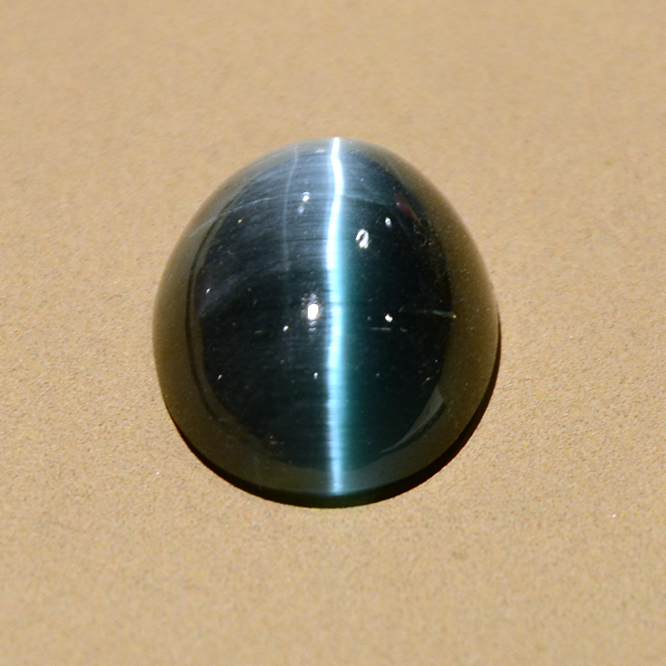
Katzenaugen-Turmalin

## Bildung und Fundorte
Turmaline sind die häufigsten Borsilikate der Erdkruste und kommen weltweit in Gesteinen verschiedener Zusammensetzung vor. Sie bilden sich in fast allen Bereichen der Erdkruste, von den Bedingungen der Diagenese, kristallisierenden Magmen und der Metamorphose bis zur Granulith- und Eklogitfazies.
Die untere Temperaturstabilität von Turmalin ist nicht genau bekannt, aber natürliche Vorkommen belegen die Bildung von Turmalin ab ~150° C und 100 MPa. Experimentell untersucht wurden einige Abbaureaktionen vor allem von Dravit bei hohen Temperaturen und Drucken. Demnach wird Turmalin je nach Zusammensetzung und Druck im Bereich von ~700–900 °C abgebaut. Die obere Druckstabilität von Dravit liegt bei Anwesenheit von Coesit bei 4–5 GPa (40–50 kbar). Bei Abwesenheit von freiem SiO2 ist Dravit bis ~7 GPa stabil.

### Granite und Pegmatite
Sogenannte inkompatible Elemente wie Bor und Lithium werden von den meisten gesteinsbildenden Mineralen nicht eingebaut und reichern sich bei der Kristallisation von Magmen in den verbleibenden Schmelzen und Lösungen an. Saure Magmatige wie Diorite und Granite sowie Pegmatite stehen am Ende dieser Anreicherung und können größere Mengen auch großer Turmaline führen. In Lithium-reichen Graniten und deren Pegmatiten und Apliten kristallisieren Elbait- oder Liddicoatit-reiche Turmaline, in Lithium-armen Pegmatiten eher Schörl-reiche oder bei oxidierenden Bedingungen Buergerit-reiche Turmaline.
Hydrothermale Lösungen transportieren neben Bor noch zahlreiche weitere Elemente in die umgebenden Gesteine und lagern Erze und Turmalin in Klüften ab oder reagieren mit den Mineralen der Umgebungsgesteine. Hierbei kann ebenfalls Turmalin gebildet werden.

### Metamorphite
Eine weitere Borquelle sind Schichtsilikate, die ausreichende Mengen B2O3 enthalten können. Von Bedeutung sind vor allem die Borgehalte von Muskovit (10–1340 μg/g), Illit (100–2000 μg/g), Glaukonit (250–2000 μg/g), Minerale der Serpentingruppe (12–330 μg/g), Montmorillonit (5–300 μg/g) und Chlorit (3–221 μg/g). Diese Minerale werden im Zuge einer Metamorphose sukzessive abgebaut und das frei werdende Bor führt zur Bildung von Turmalinen. Die Zusammensetzung metamorpher Turmaline variiert mit der Gesteinszusammensetzung. In aluminiumreichen Metapeliten, die z. B. Korund oder Alumosilikate wie Sillimanit oder Kyanit enthalten, treten Magnesio-Foitit-Foitit-haltige Dravit-Schörl-Mischkristalle auf. Bei Abwesenheit von Alumosilikaten sind die Foitit-Gehalte eher gering. Unter oxidierenden Bedingungen werden die Dravit-Schörl-Mischkristalle reicher an Povondrait und Dravit-Uvit-Mischkristalle sind typisch für Metakarbonate und Meta-Pyroxenite.

### Sedimente
Da Turmaline hart und chemisch stabil sind, überstehen sie Verwitterungsprozesse weitgehend unverändert, werden in Flüssen über weite Strecken transportiert und in klastischen Sedimenten wie z. B. Sandsteinen oder Arkosen abgelagert. Zusammen mit anderen, verwitterungsbetändigen Schwermineralen, z. B. Granat, Rutil oder Zirkon, reichern sie sich in Seifen-Lagerstätten an und liefern Informationen über die Herkunft der Sedimente. Das Mengenverhältnis von Zirkon zu Turmalin zu Rutil, der ZTR-Index, wird verwendet, um die Reife eines Sedimentes und damit die Entfernung vom Liefergebiet zu quantifizieren und die Zusammensetzung der Turmaline gibt Aufschluss darüber, aus welchen Gesteinen sich die Sedimente gebildet haben.
Unter den Bedingungen der Diagenese bis niedrigradigen Metamorphose, 150–300 °C, können auf den sedimentären Turmalinkörnern neue Turmalinkristalle wachsen, die sich durch niedrige Natrium- und Calcium-Gehalte und viele Leerstellen auf der X-Position auszeichnen. In Sandsteinen und Arkosen sind dies Foitit-reiche Foitit-Magnesio-Foitit-Schörl-Dravit-Mischkristalle. In Kalksteinen und Dolomiten bilden sich vorwiegend Magnesium-reichere Foitit-Dravit-Mischkristalle. Turmaline, die ohne alte Turmalinkeime frei in Porenräumen von Sedimenten wachsen, erwiesen sich als reicher an Oxy-Endgliedern Oxy-Foitit und den hypothetischen Oxy-Magnesio-Foitit-Endglied.
Evaporite können reich an Bor sein, das dann z. B. als Borax oder Ulexit vorliegt. Sind die Evaporite durch klastische Sedimente verunreinigt, können sich Turmaline bereits bei der Diagenese oder beginnenden Metamorphose bilden. In diesen typischerweise salzreicheren Umgebungen bilden sich vorwiegend Oxy-Dravit-Povondrait-Mischkristalle.

## Verwendung
Besonders schöne Exemplare finden als Schmuckstein Verwendung, etwa der Rubellit, eine rote Variante des Turmalin. Das bekannteste Beispiel dürfte die Meisterschale der Fußball-Bundesliga sein, die mit insgesamt 21 Turmalinen besetzt ist. Auch der DFB-Pokal ist mit Turmalinen bestückt.
Aufgrund seiner Wirkung als Polarisationsfilter wurden geschliffene Turmalinscheiben bereits im 19. Jahrhundert in der Fotografie verwendet, um störende Glanzreflexe zu unterdrücken. Früh fanden Polarisationsfilter aus Turmalin, neben solchen aus Kalkspat und Herapathit, auch Eingang in die Mikroskopie, daraus wurden Polarisationsmikroskope entwickelt. Wegen der besonderen elektrischen Eigenschaften wird Turmalin zudem auch in der Elektronik genutzt.

## Galerie

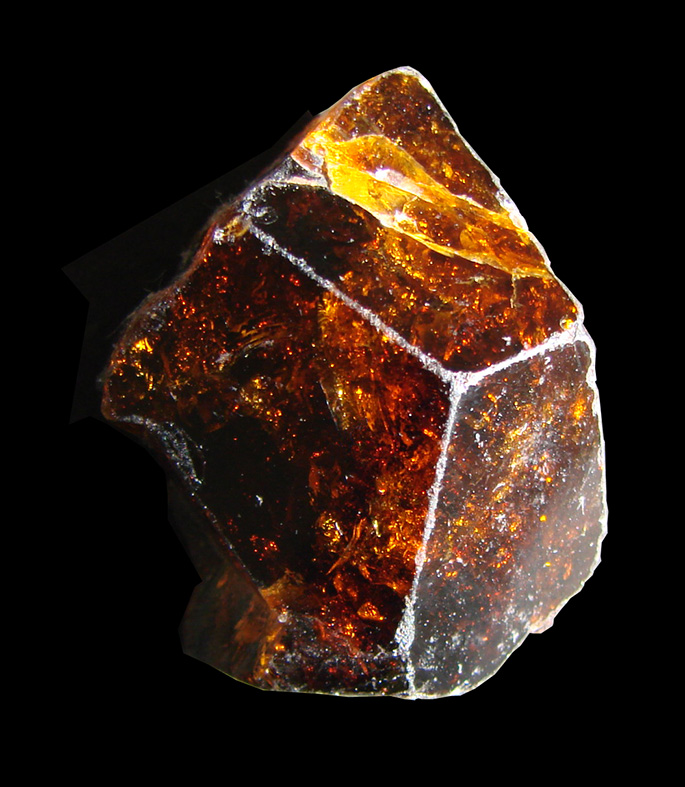
Dravitkristall
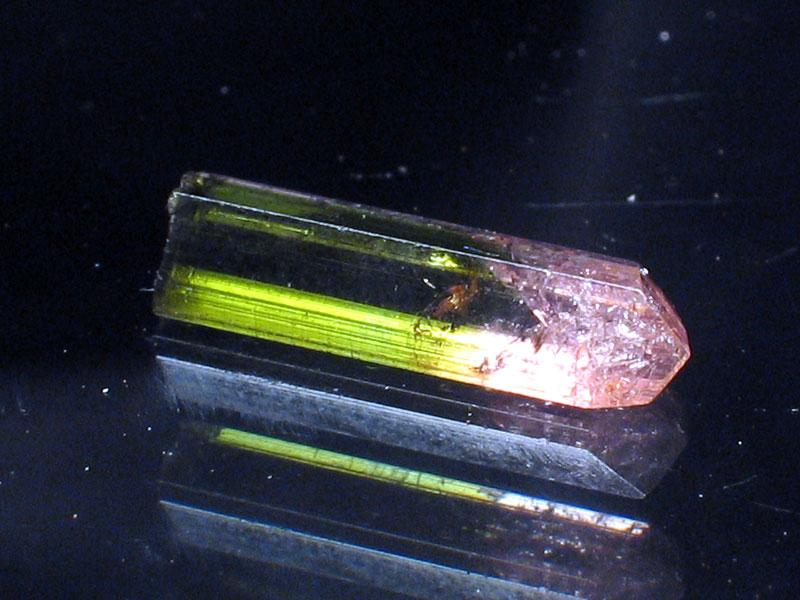
Mehrfarbiger Elbait – grüne Zone: Verdelith, rosa bis rote Zone: Rubellit
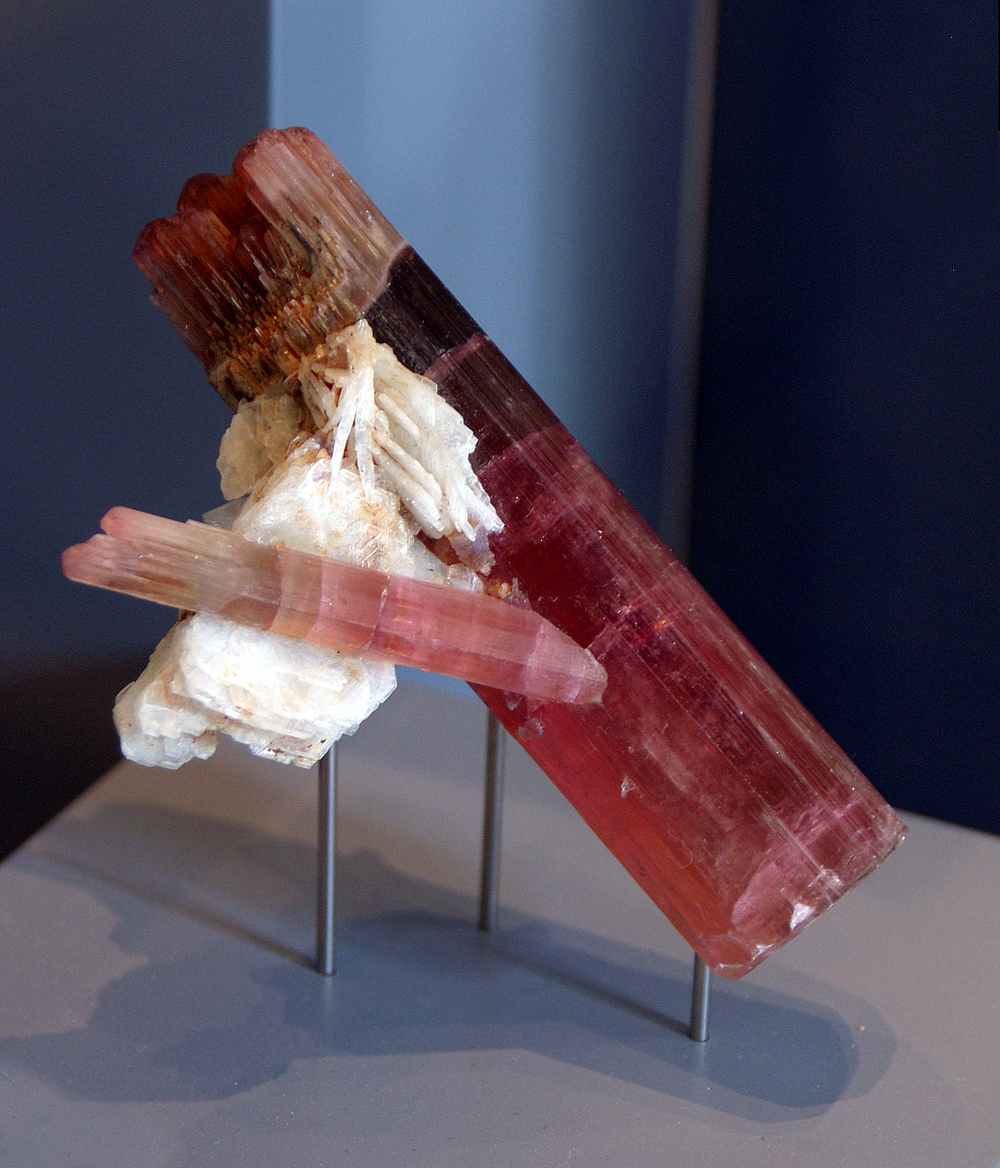
Elbait, Varietät Rubellit
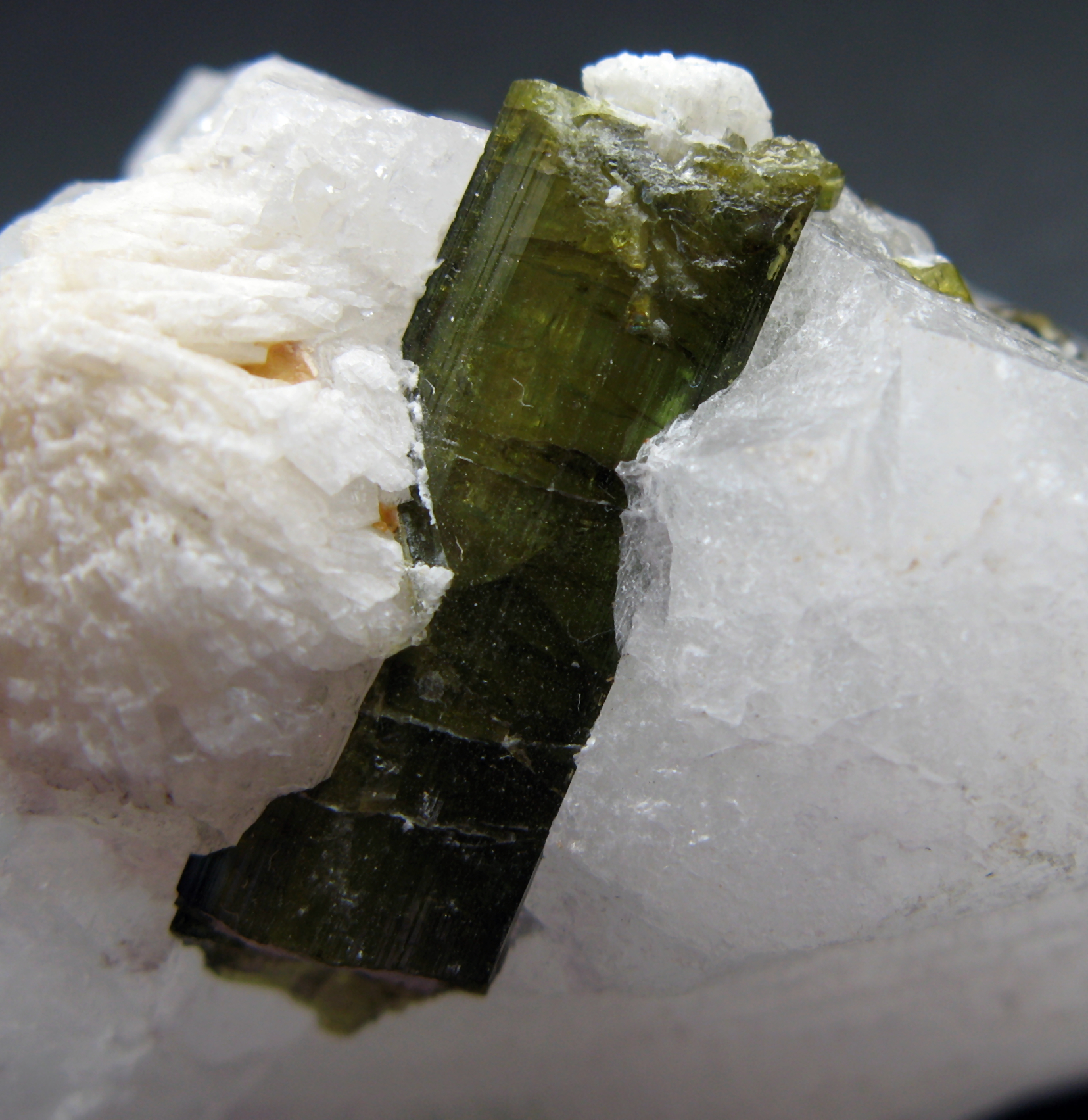
Verdelithfarbener Elbait, eingewachsen in Quarz aus Brasilien – Rohstein
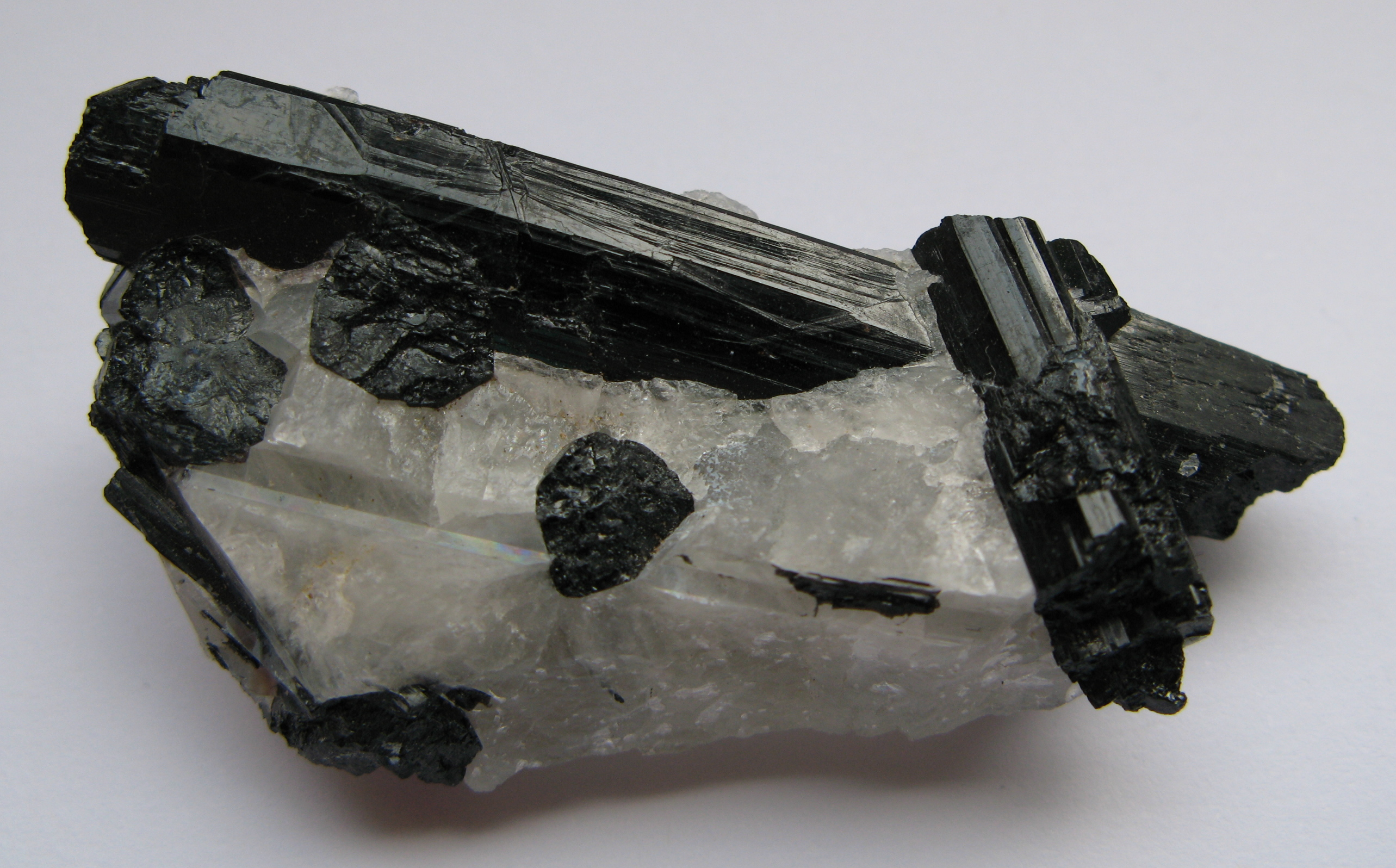
Schörl, eingewachsen in Quarz aus Brasilien
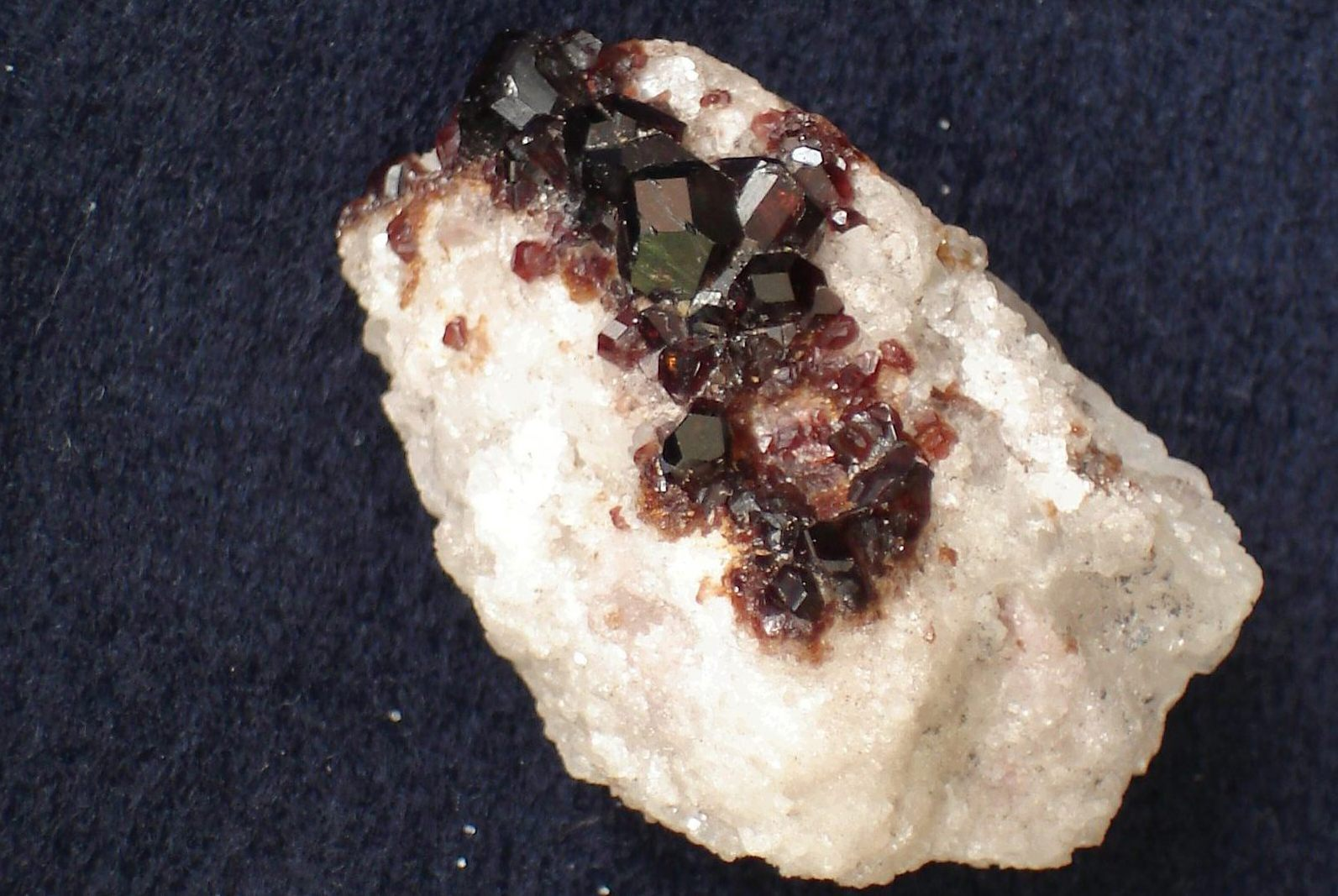
10 Millimeter große Uvitkristalle auf Magnesit aus Brumado/Bahia, Brasilien
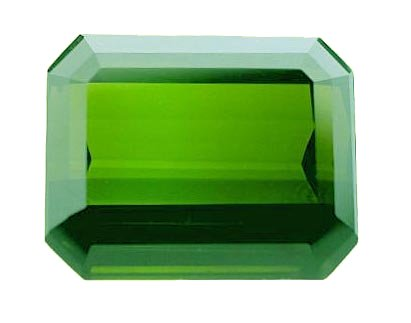
Verdelith im so genannten Smaragd-Schliff
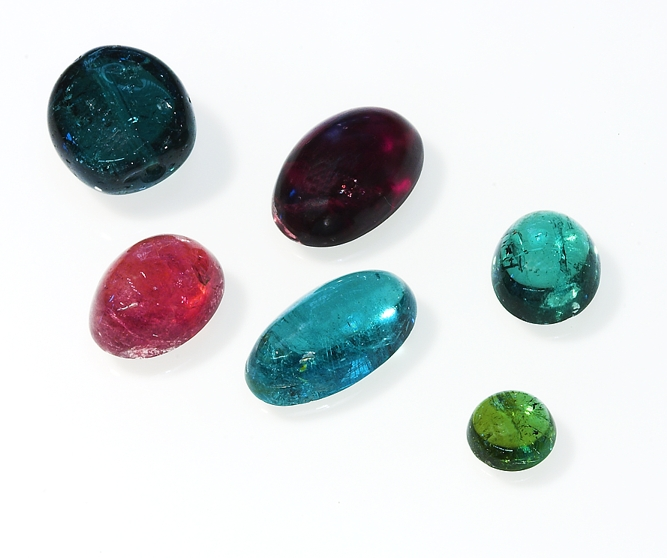
Turmalin in verschiedenen Farben als Cabochon geschliffen
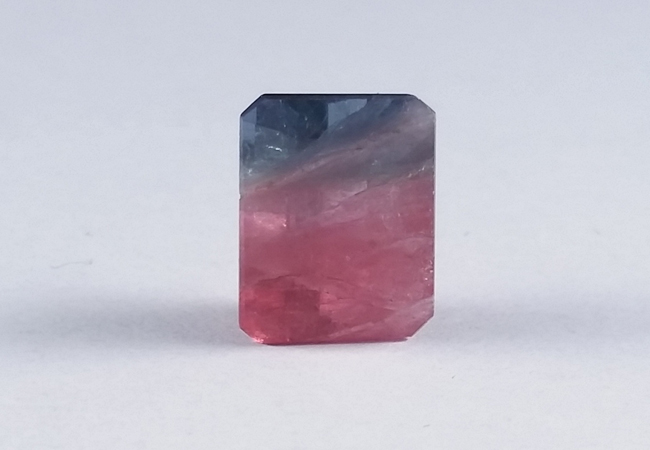
Bi-Color-Turmalin, 6,75 ct, Brasilien
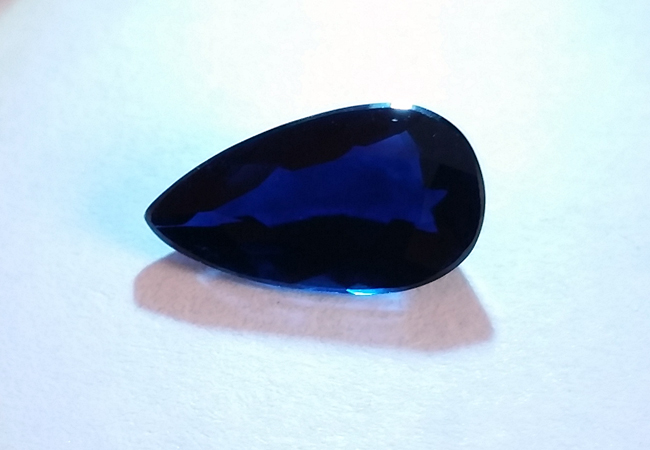
Indigolith, 1,45 ct, Brasilien
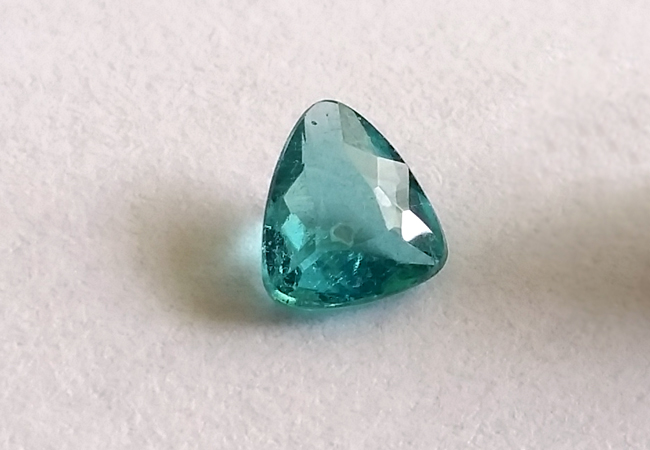
Original Paraiba Turmalin aus Paraiba in Brasilien, 0,36 ct
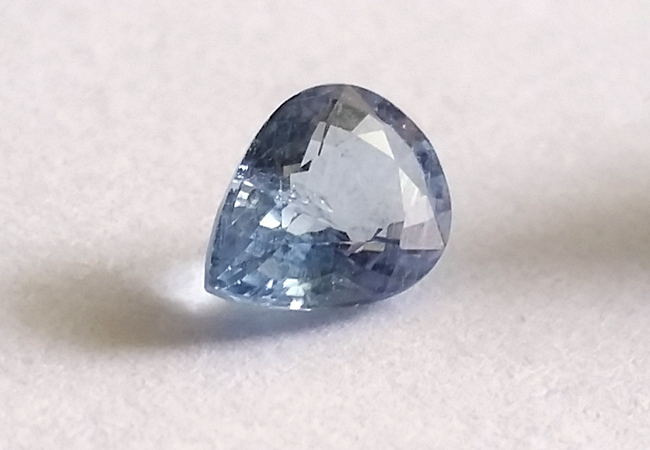
Paraiba Turmalin aus den neueren Fundstellen in Mosambik, 0,79 ct
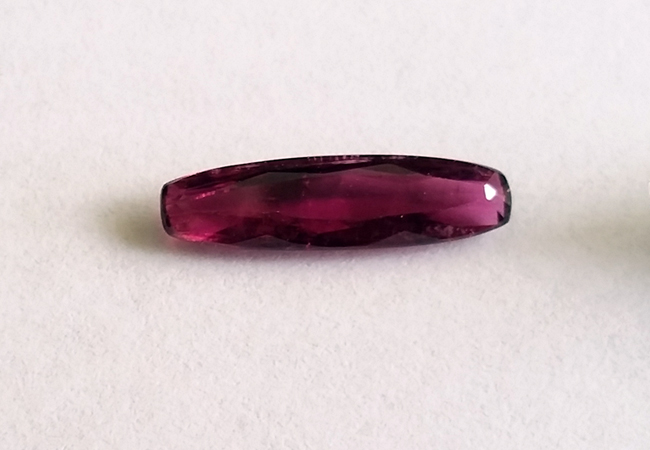
Rubellit, 1,63 ct, Brasilien
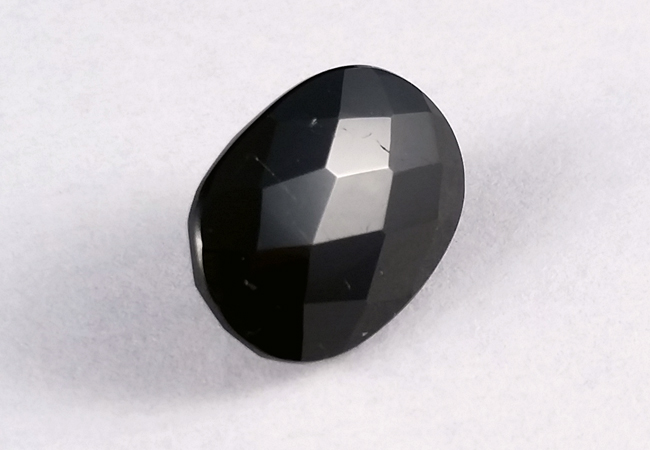
Schörl, 9,31 ct, Brasilien